# Silverstone Circuit
Der Silverstone Circuit ist eine Motorsport-Rennstrecke bei Silverstone. Bekannt ist sie vor allem durch den Großen Preis von Großbritannien der Formel 1, der mittlerweile über 50 Mal auf dieser Strecke ausgetragen wurde. 1950 fand in Silverstone der erste Formel-1-Weltmeisterschaftslauf statt. Eigentümer der Rennstrecke ist der British Racing Drivers’ Club (BRDC), der hier auch 55 mal die BRDC International Trophy veranstaltete.

## Geschichte
Zwischen 1955 und 1986 wechselte der Austragungsort des britischen Grand Prix zwischen Silverstone, Aintree und Brands Hatch, seit 1987 wird das Rennen jedes Jahr in Silverstone ausgetragen. Im Rahmen des Großen Preises von Großbritannien 2008 jedoch gaben die Betreiber des Donington Park Circuit bekannt, dass der Grand Prix ab 2010 auf der dortigen Rennstrecke stattfinden sollte. Wegen finanzieller Schwierigkeiten der Betreiberfirma des Donington Parks wurde der Vertrag jedoch gekündigt, und Silverstone als Austragungsort beibehalten. Am 7. Dezember 2009 wurde vom Präsidenten des British Racing Drivers’ Club (BRDC), Damon Hill, und dem Formula One Management (FOM) ein Vertrag für die Austragung bis 2027 des Großen Preises von Großbritannien unterzeichnet.

### RAF Silverstone

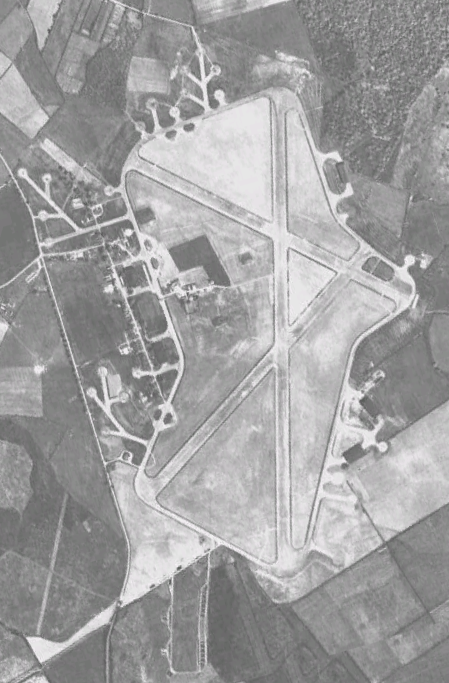
Luftbild des Militärflugplatzes Silverstone (1945)

Der Silverstone Circuit entstand auf dem Gelände eines 1943 errichteten Militärflugplatzes der britischen Luftstreitkräfte, der Royal Air Force Station Silverstone (kurz RAF Silverstone). Die Basis besaß drei Start- und Landebahnen die – wie zu dieser Zeit üblich – im Dreieck angeordnet waren. RAF Silverstone unterstand dem Bomber Command und beherbergte die mit Vickers Wellington ausgerüstete 17. Operational Training Unit.
Noch heute fliegen die Red Arrows regelmäßig im Rahmenprogramm des British Grand Prix der Formel 1 und das "Infield" der Rennstrecke wird als Silverstone Heliport nach wie vor fliegerisch genutzt (ICAO-Code: EGBV). Der von der Heli Air Ltd. betriebene Hubschrauberlandeplatz hat eine CAA-Lizenz für Passagier- und Schulflüge unter Tagflugbedingungen.

### Entstehung der Rennstrecke und Layout
Drei Jahre nach dem Ende des Zweiten Weltkriegs wurde das Areal 1948 zu einer Rennstrecke umfunktioniert, die ersten Rennen wurden noch auf den Startbahnen ausgetragen. Dabei bestand der Kurs praktisch nur aus langen Geraden und engen Haarnadelkurven.
1949 verlegte man die Rennen auf die Verbindungsstraßen, die die Start- und Landebahnen umgeben. Dieses Layout blieb für die nächsten 35 Jahre nahezu unverändert bestehen. 1975 wurde eine weitere Schikane eingefügt, um die Geschwindigkeit vor der Woodcote-Kurve zu reduzieren. 1987 kam eine Kuppe vor der Bridge-Kurve hinzu. Zwischen den Grands Prix 1990 und 1991 wurde die Strecke komplett neu gestaltet. Die Landebahnen befinden sich auch heute noch im Infield der Rennstrecke und werden zum Teil noch benutzt.

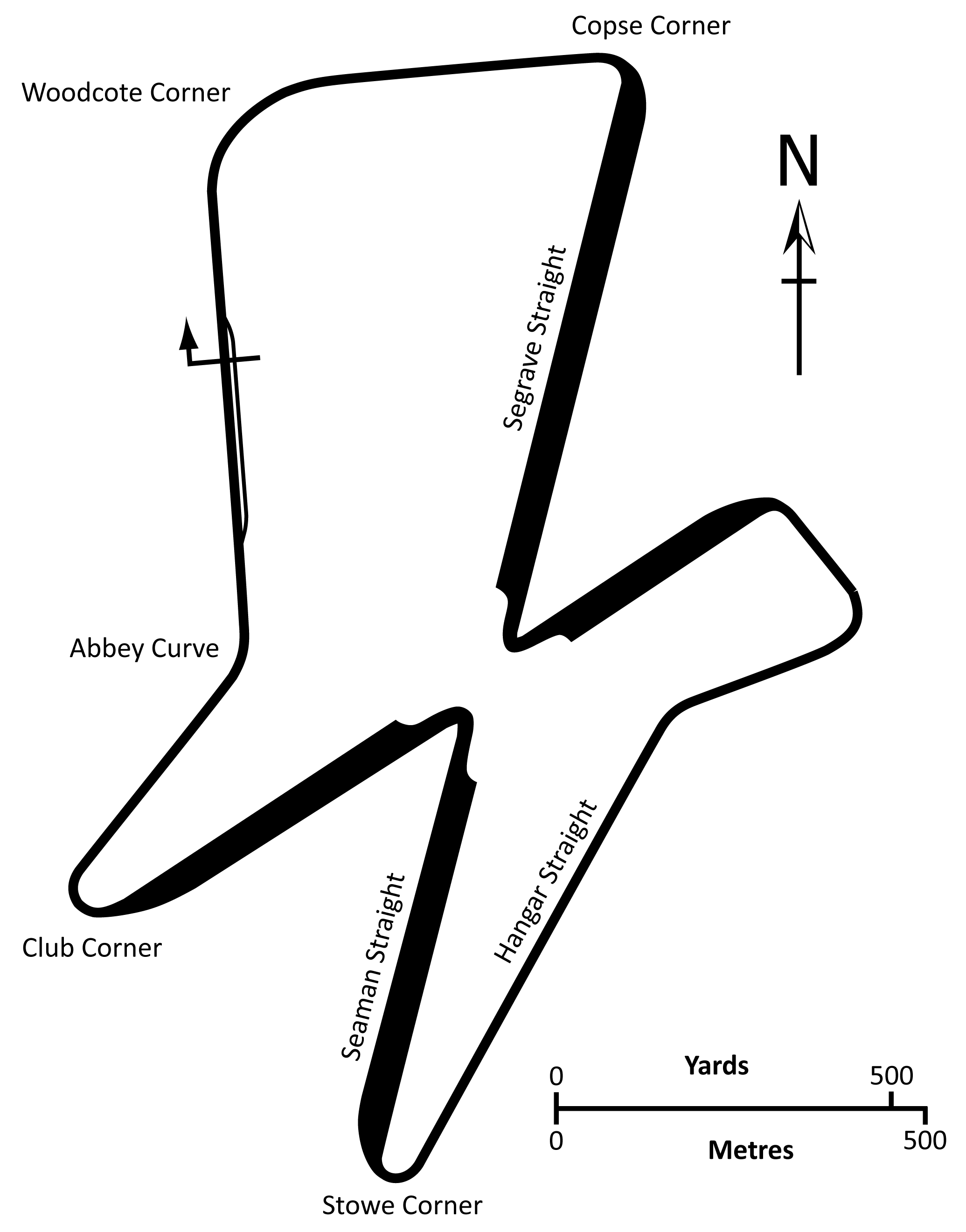
Layout 1948
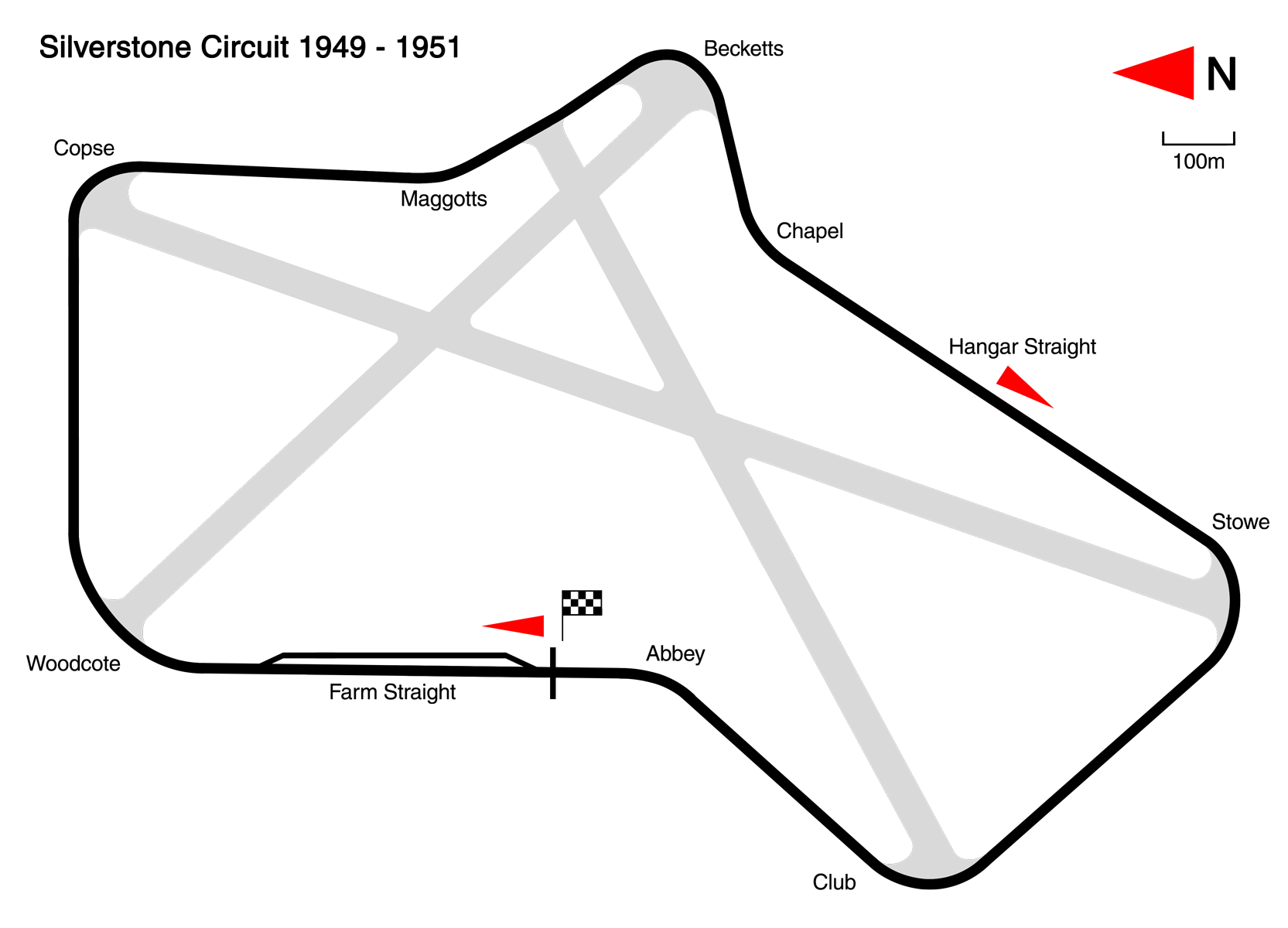
Layout 1949–1951
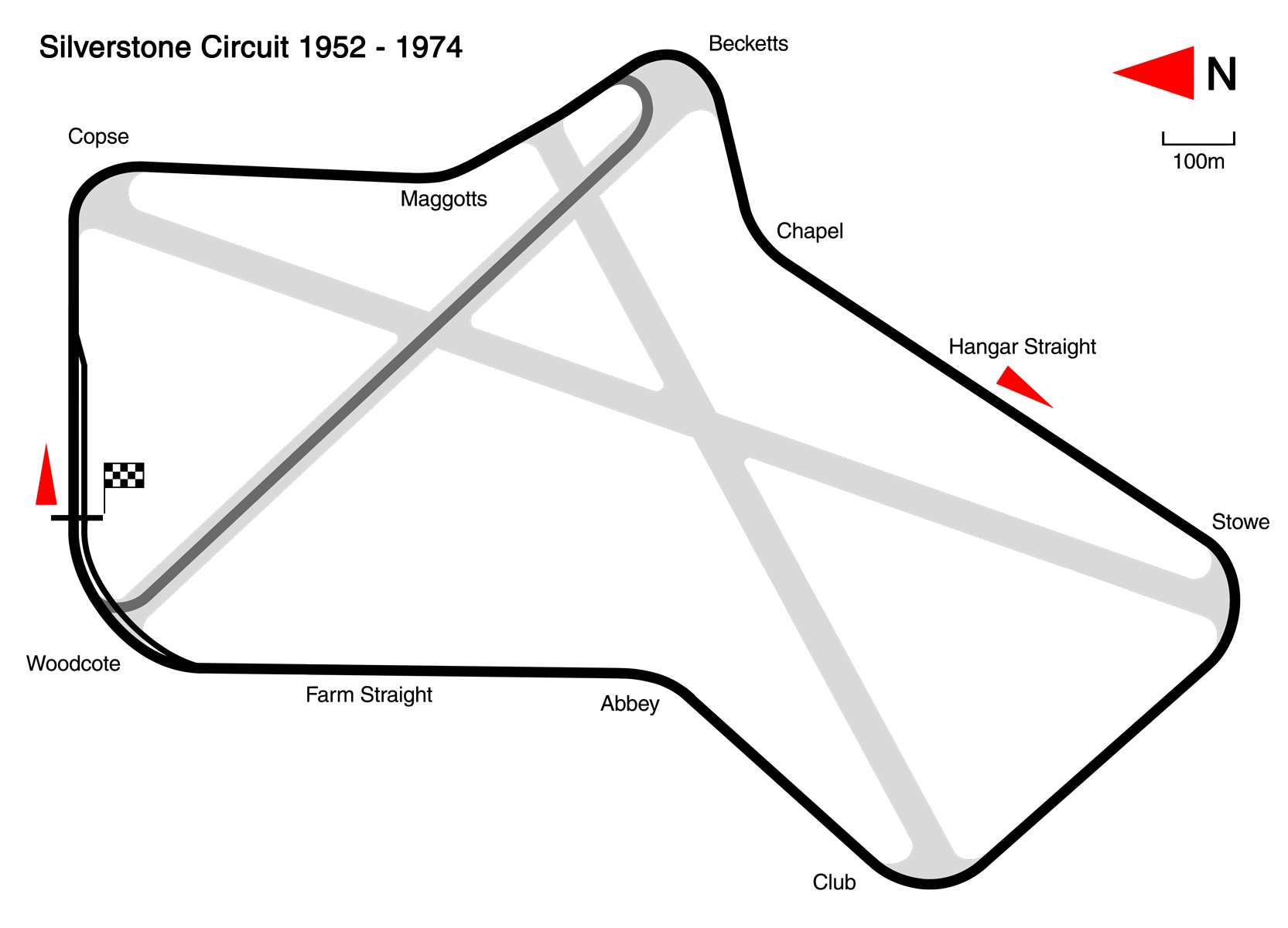
Layout 1952–1974
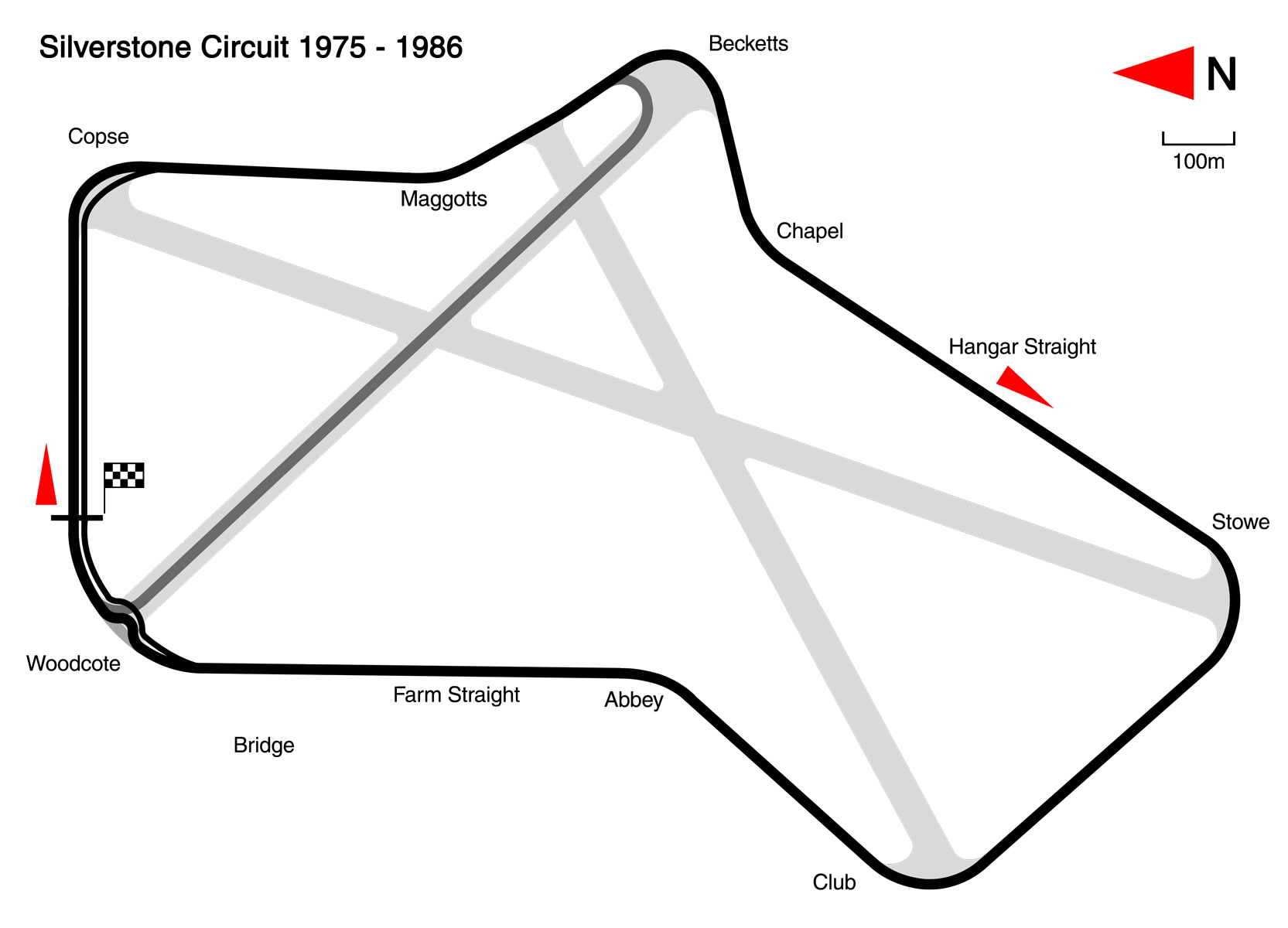
Layout 1975–1986
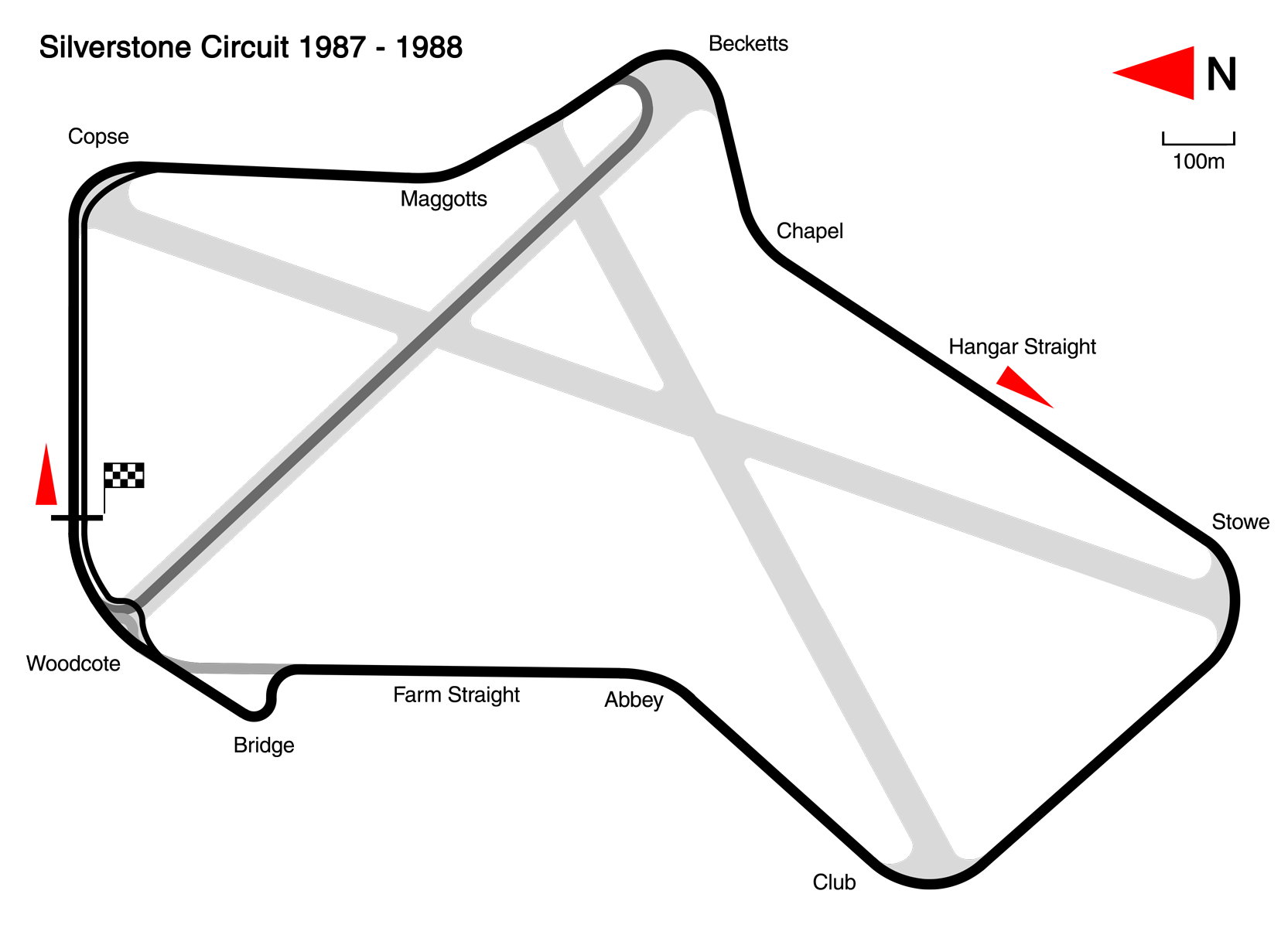
Layout 1987–1988
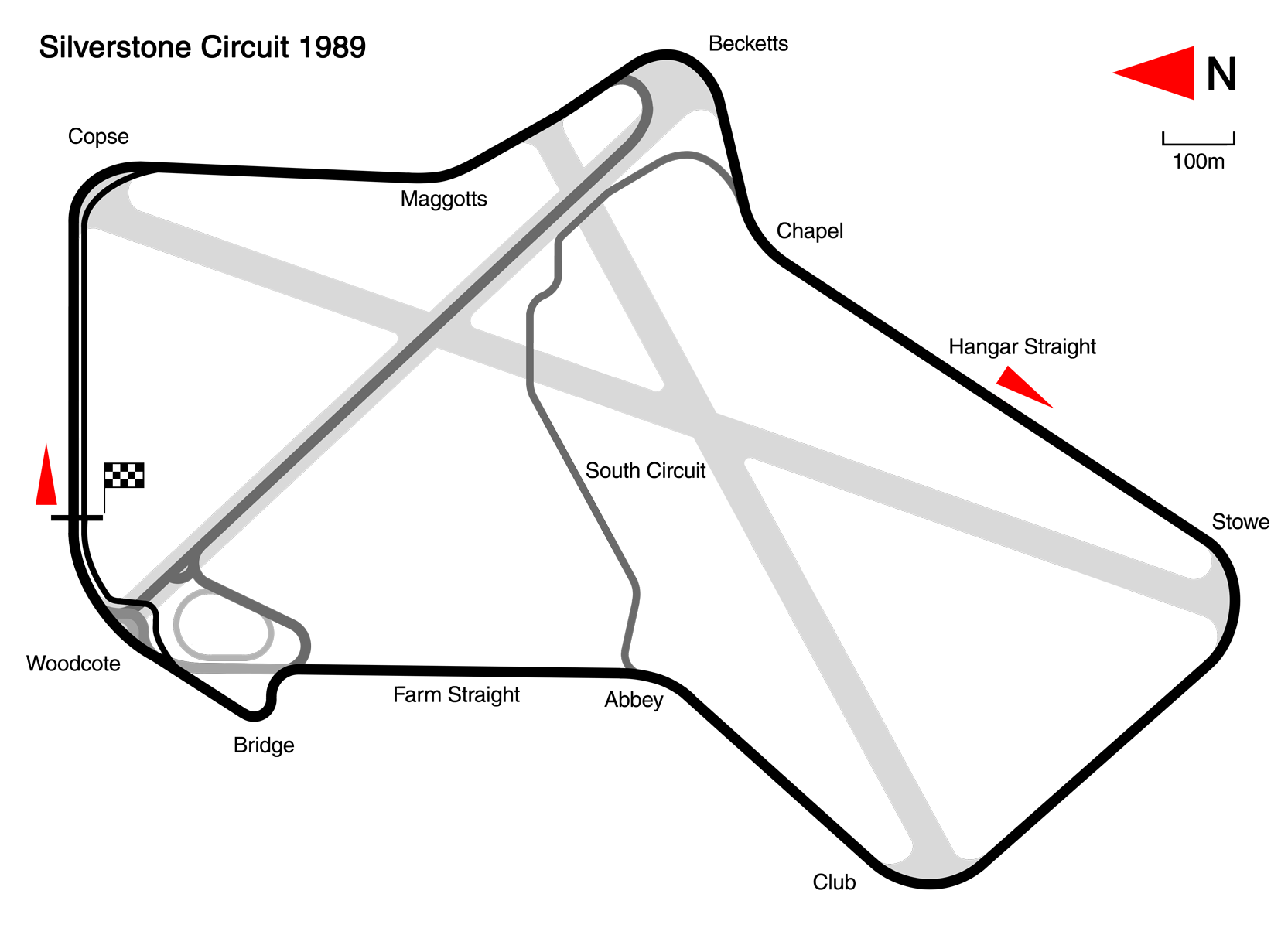
Layout 1989
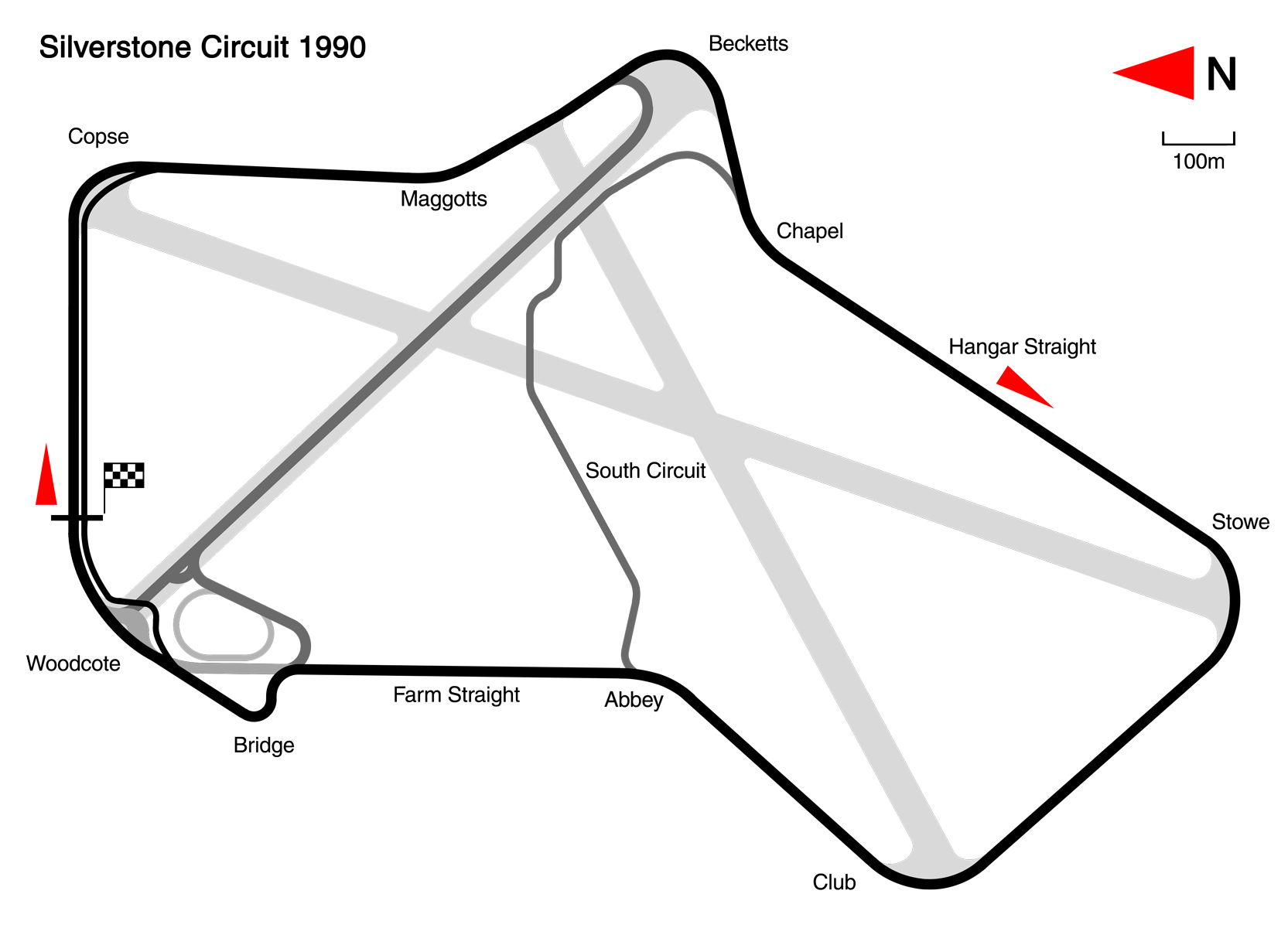
Layout 1990
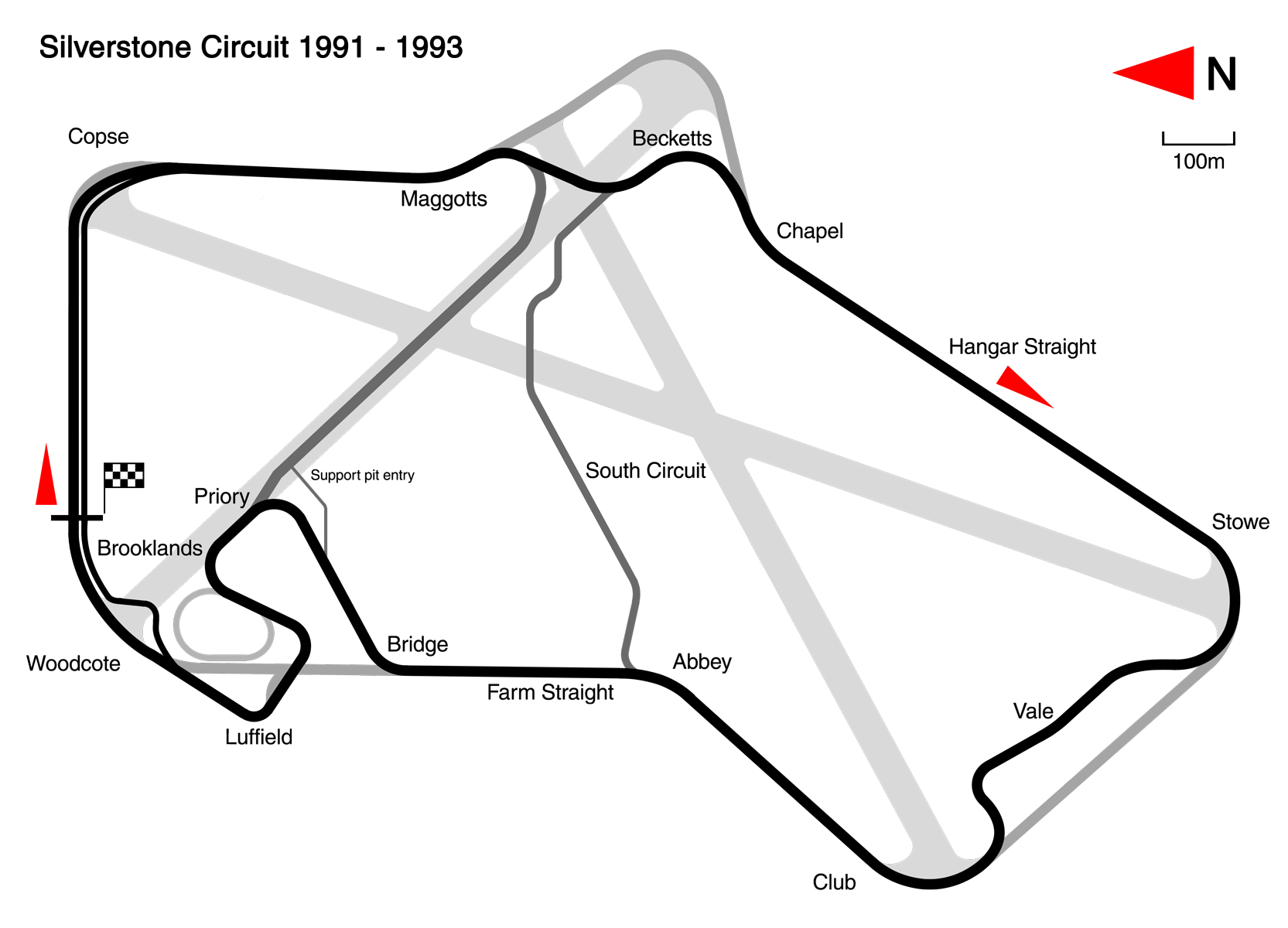
Layout 1991–1993
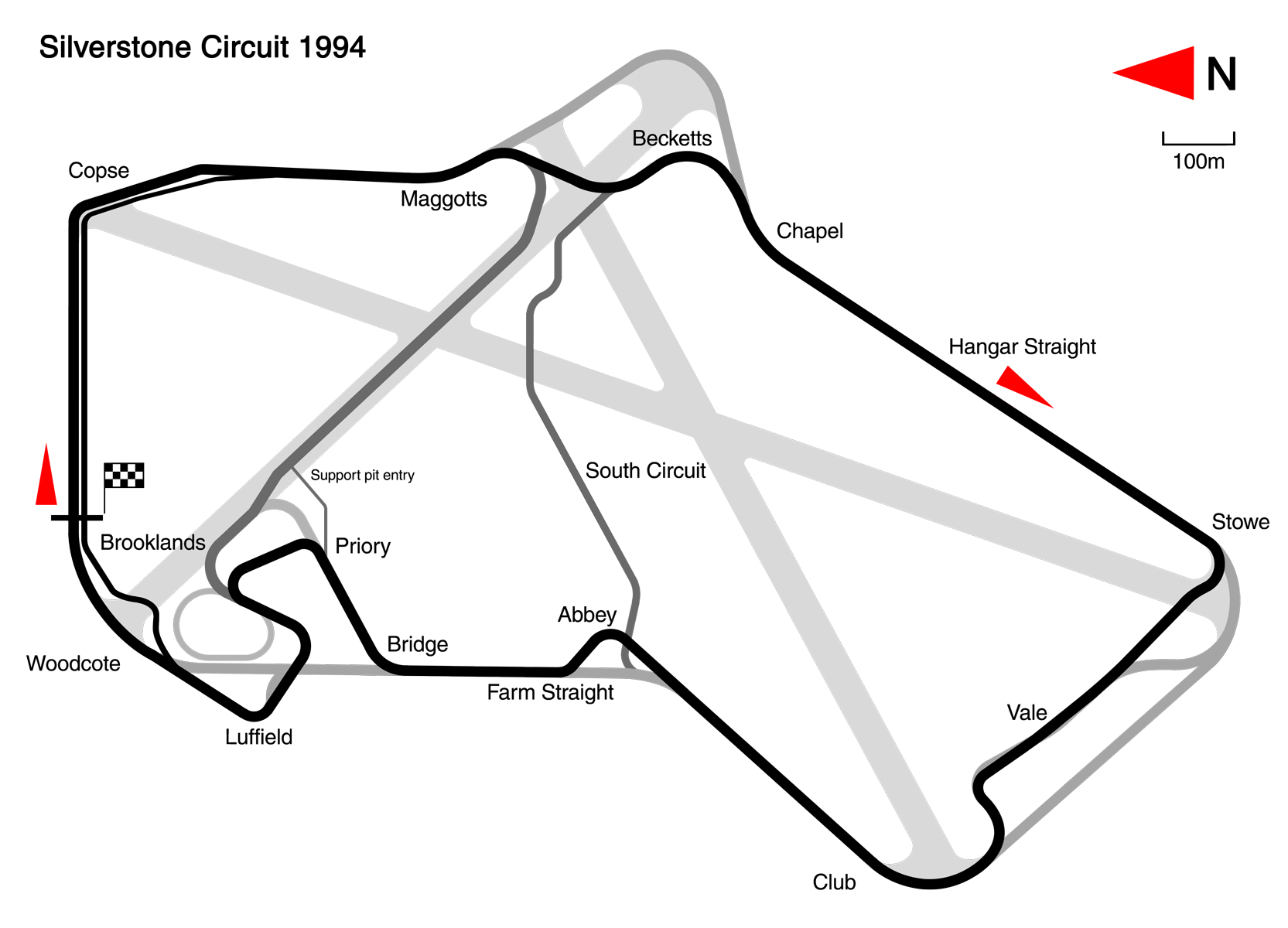
Layout 1994
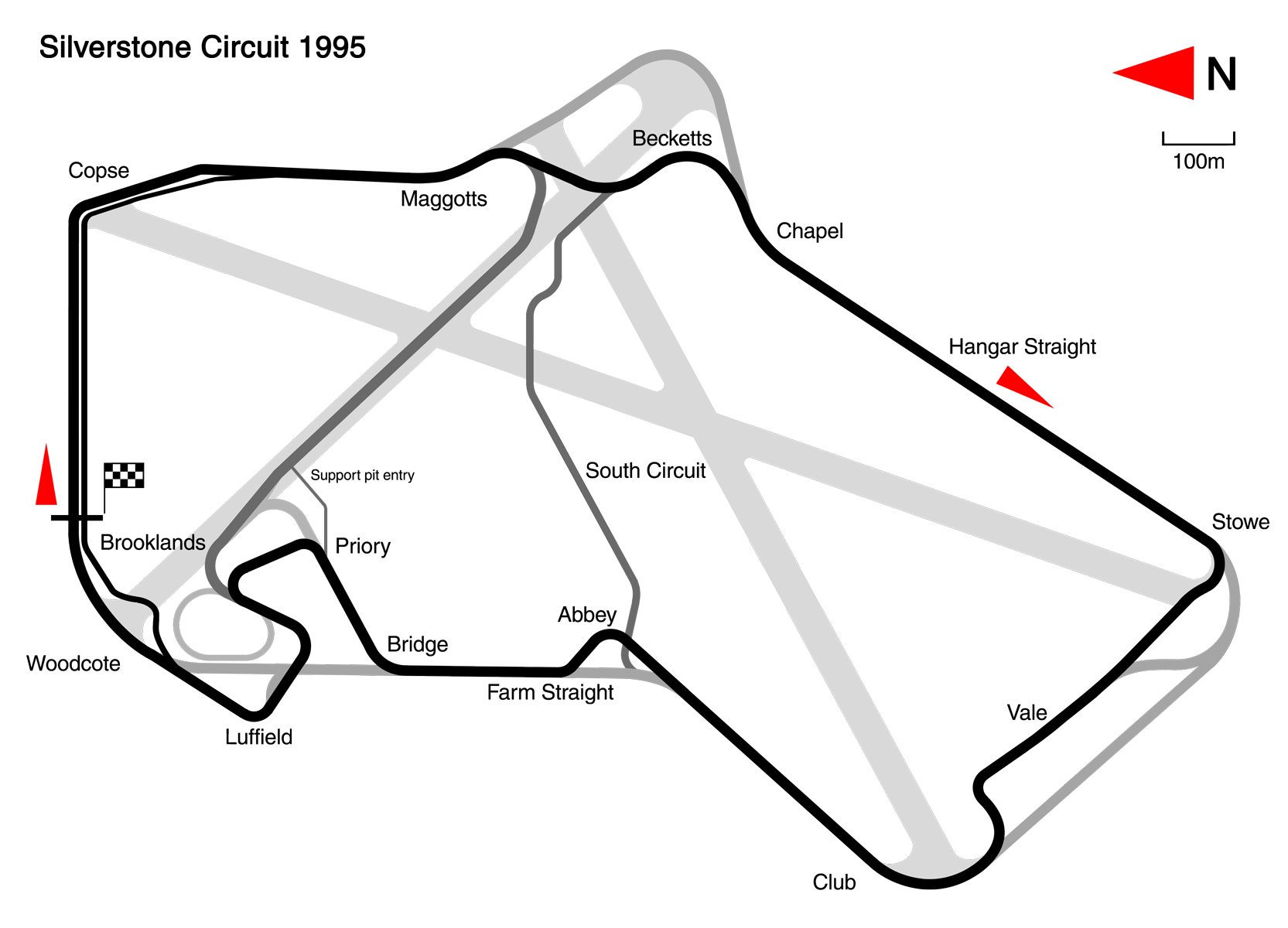
Layout 1995
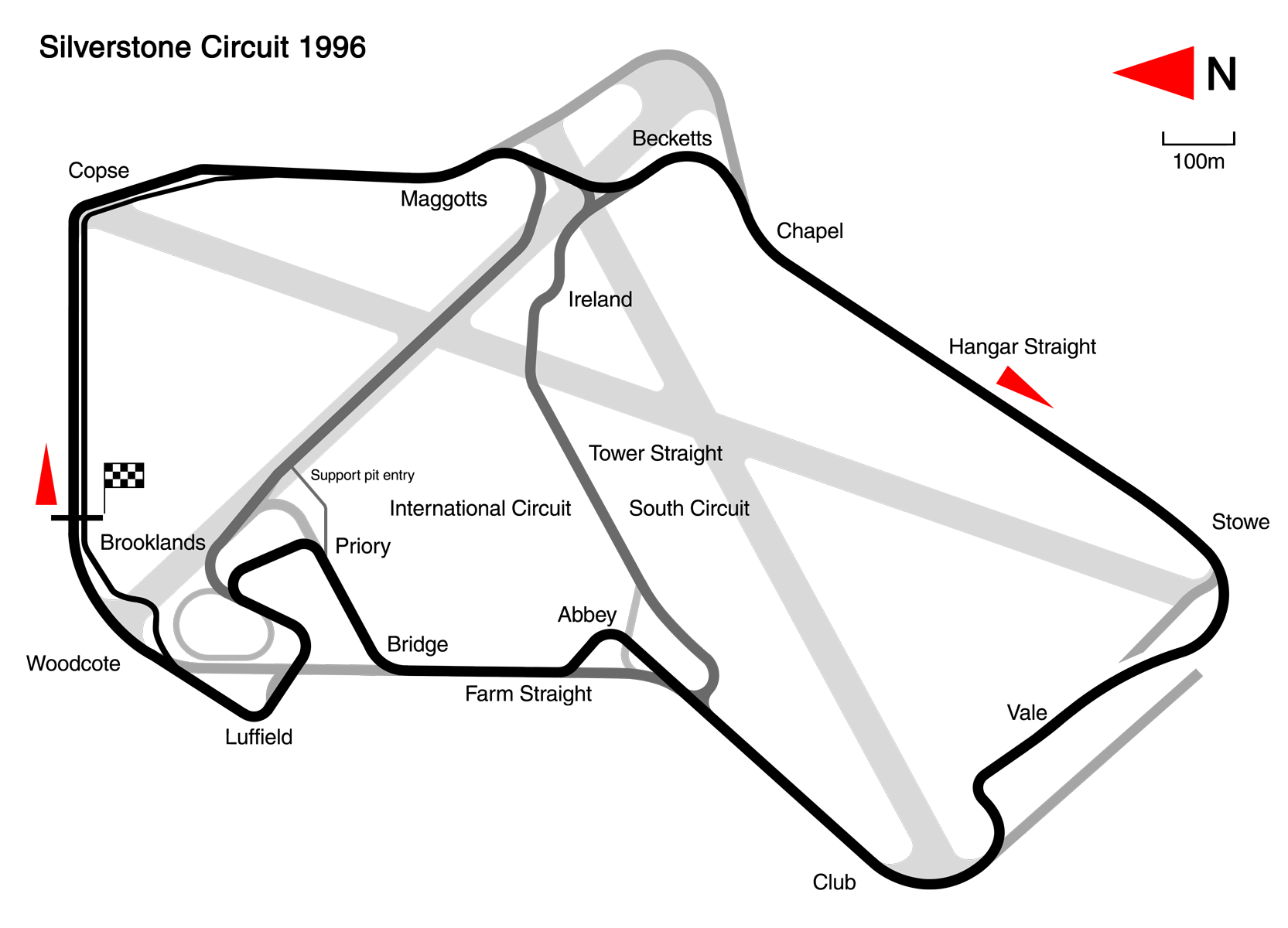
Layout 1996
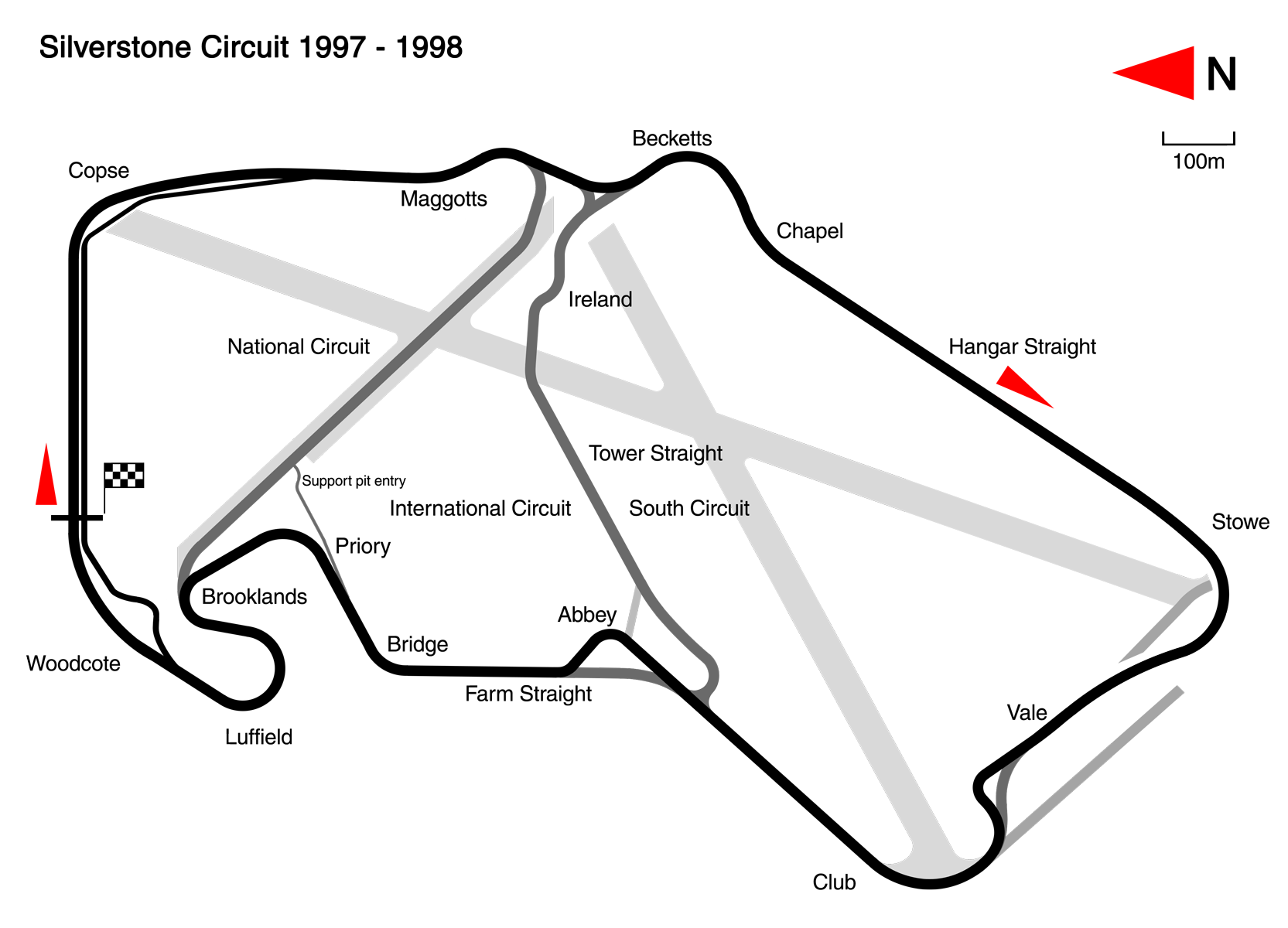
Layout 1997–1998
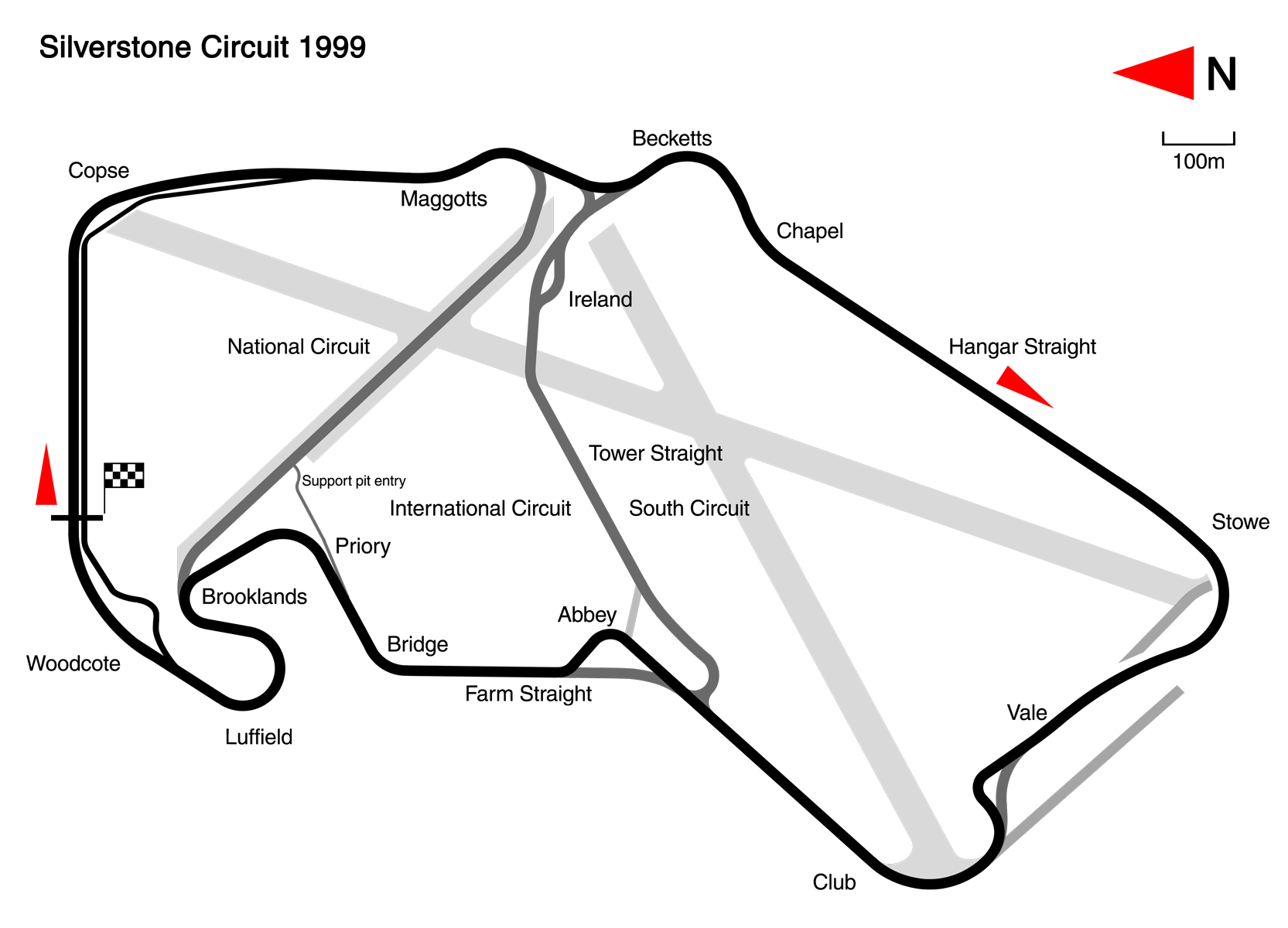
Layout 1999
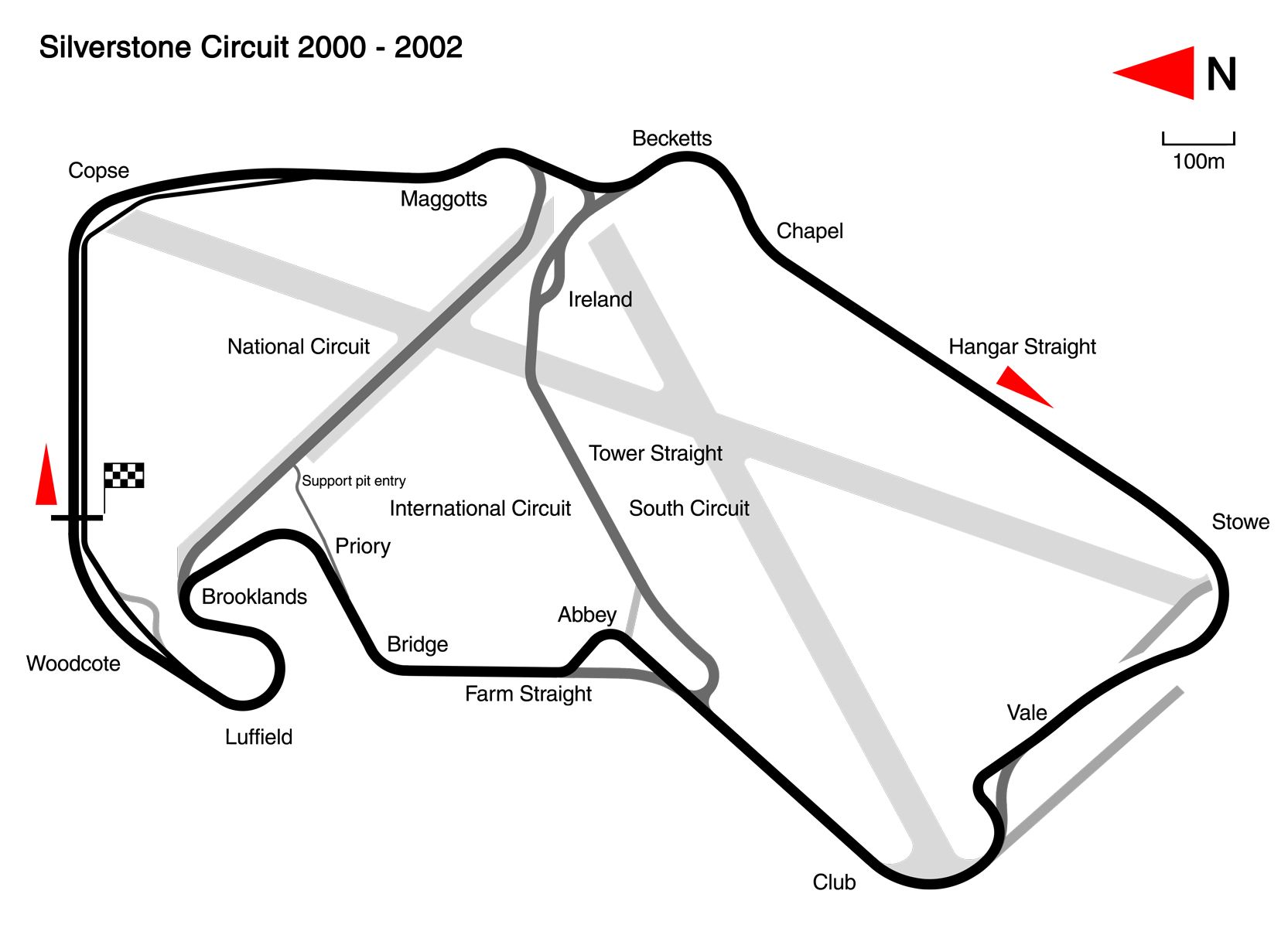
Layout 2000–2002
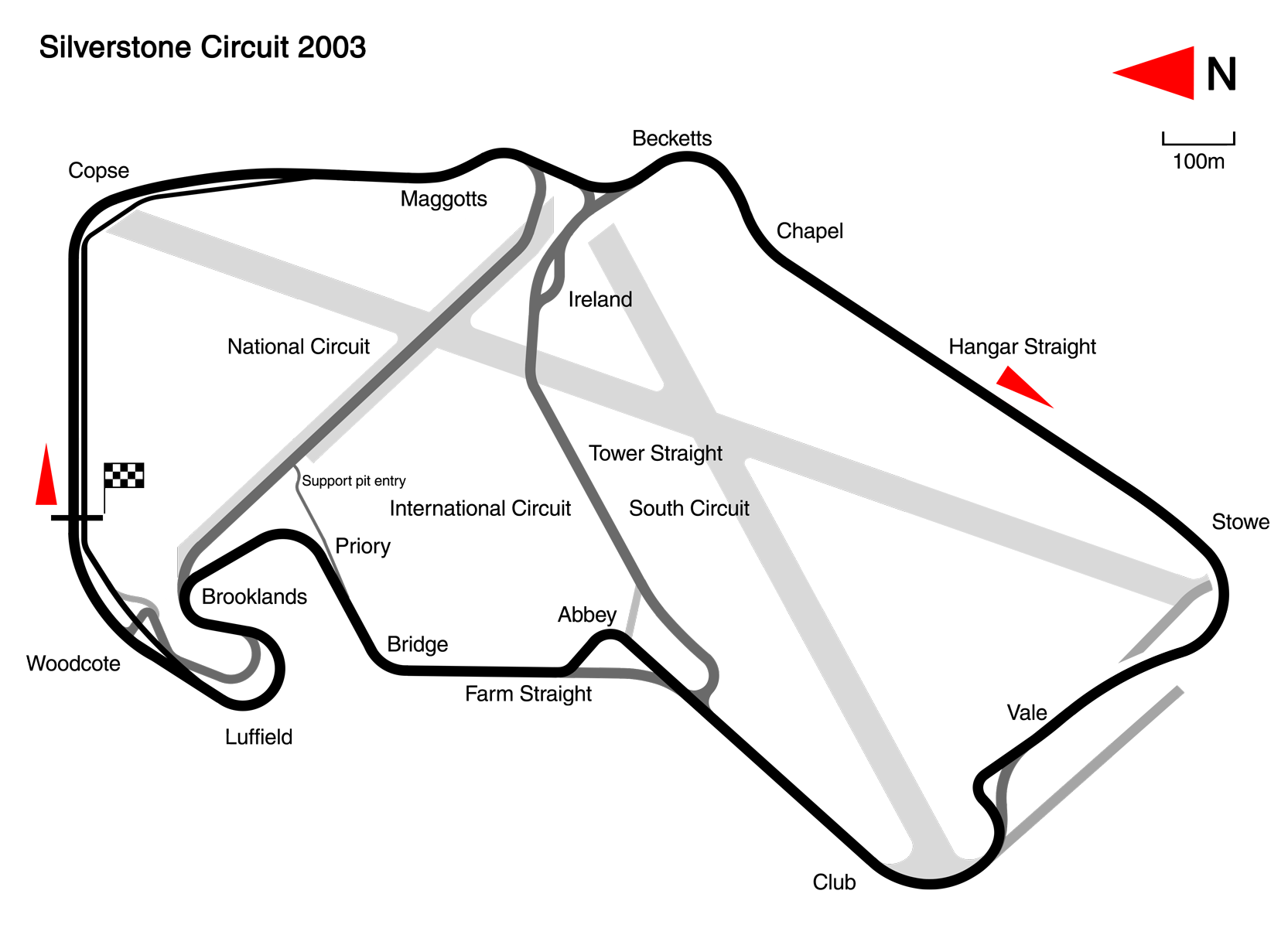
Layout 2003
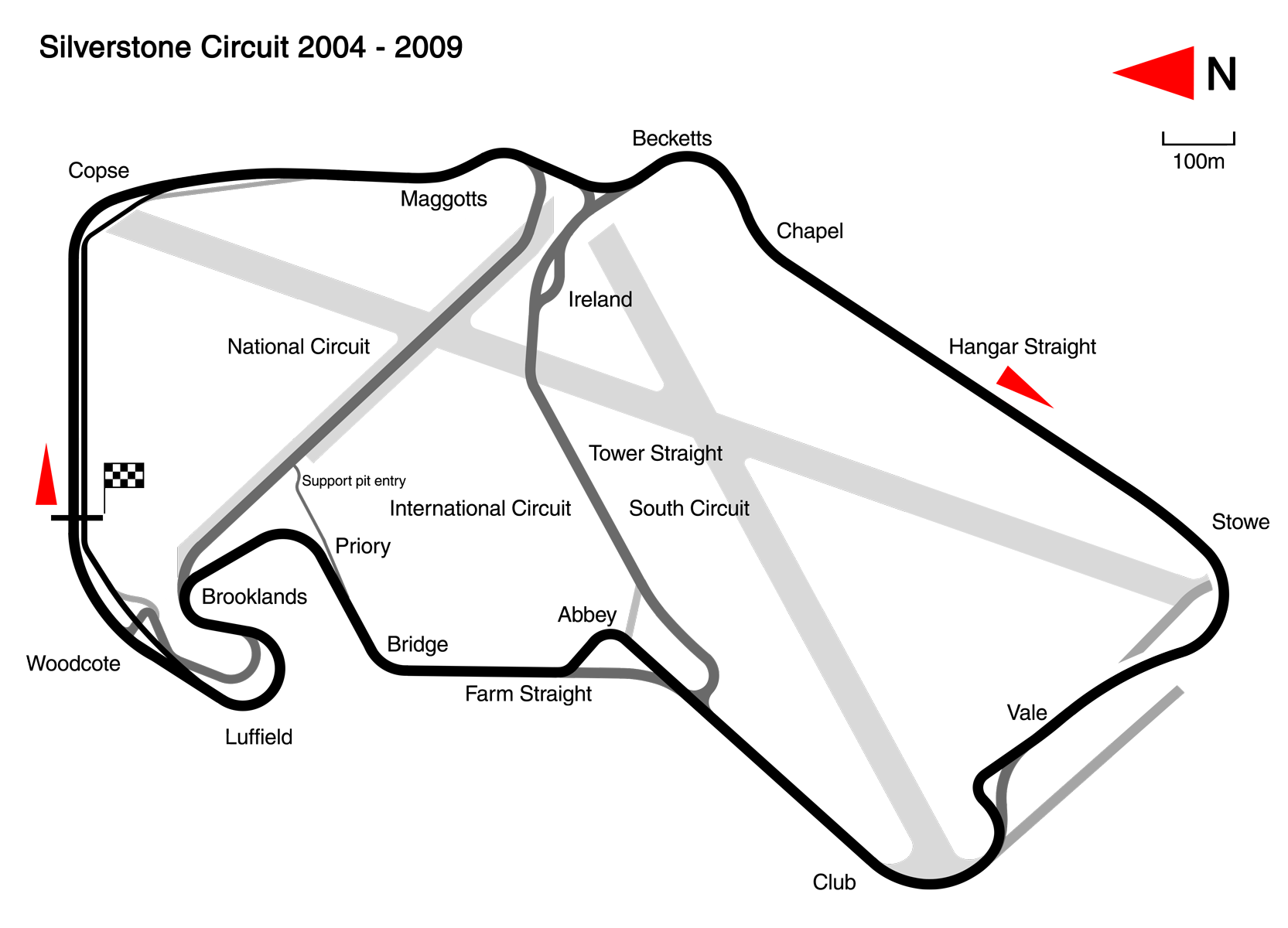
Layout 2004–2009
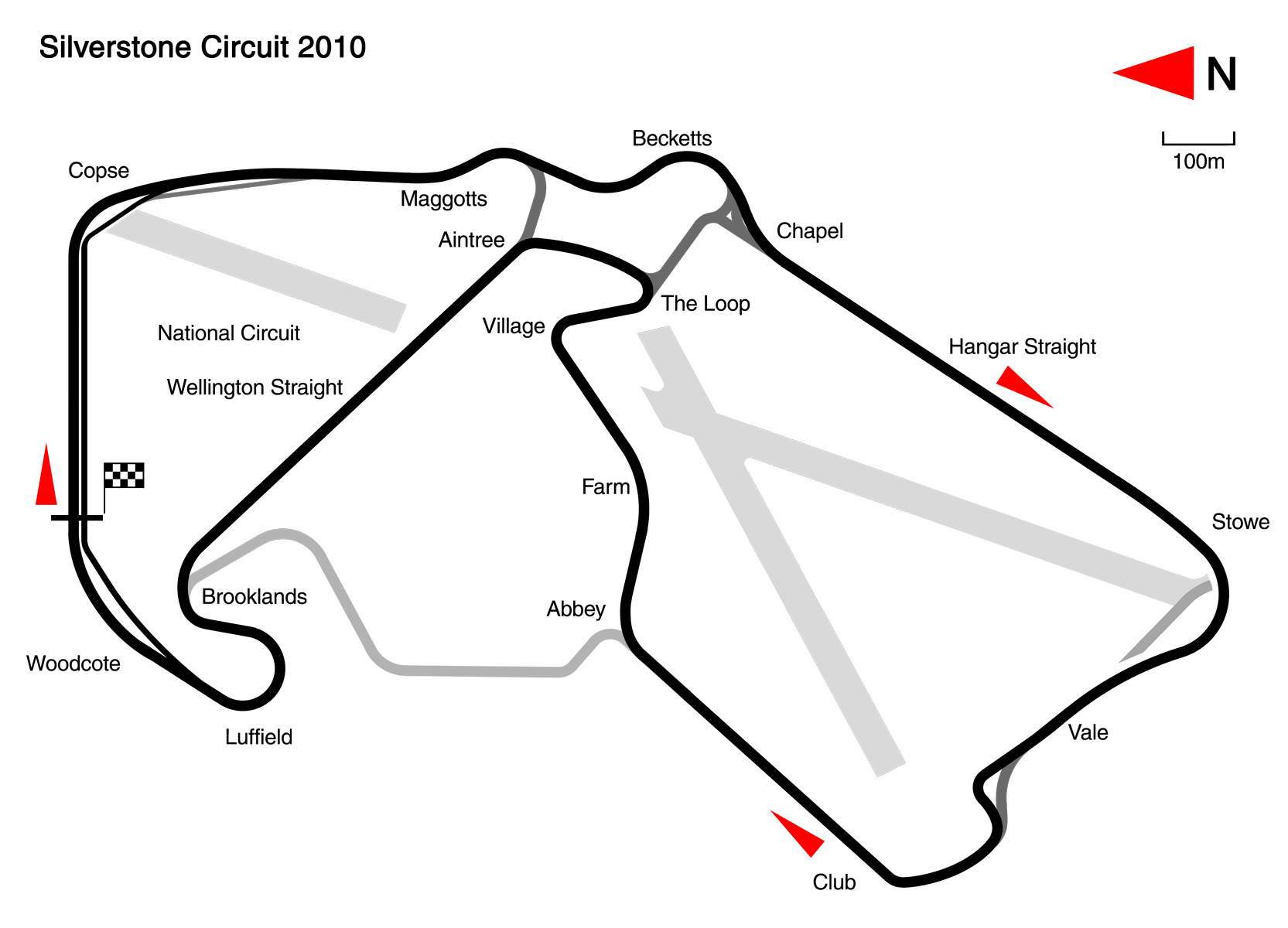
Layout 2010
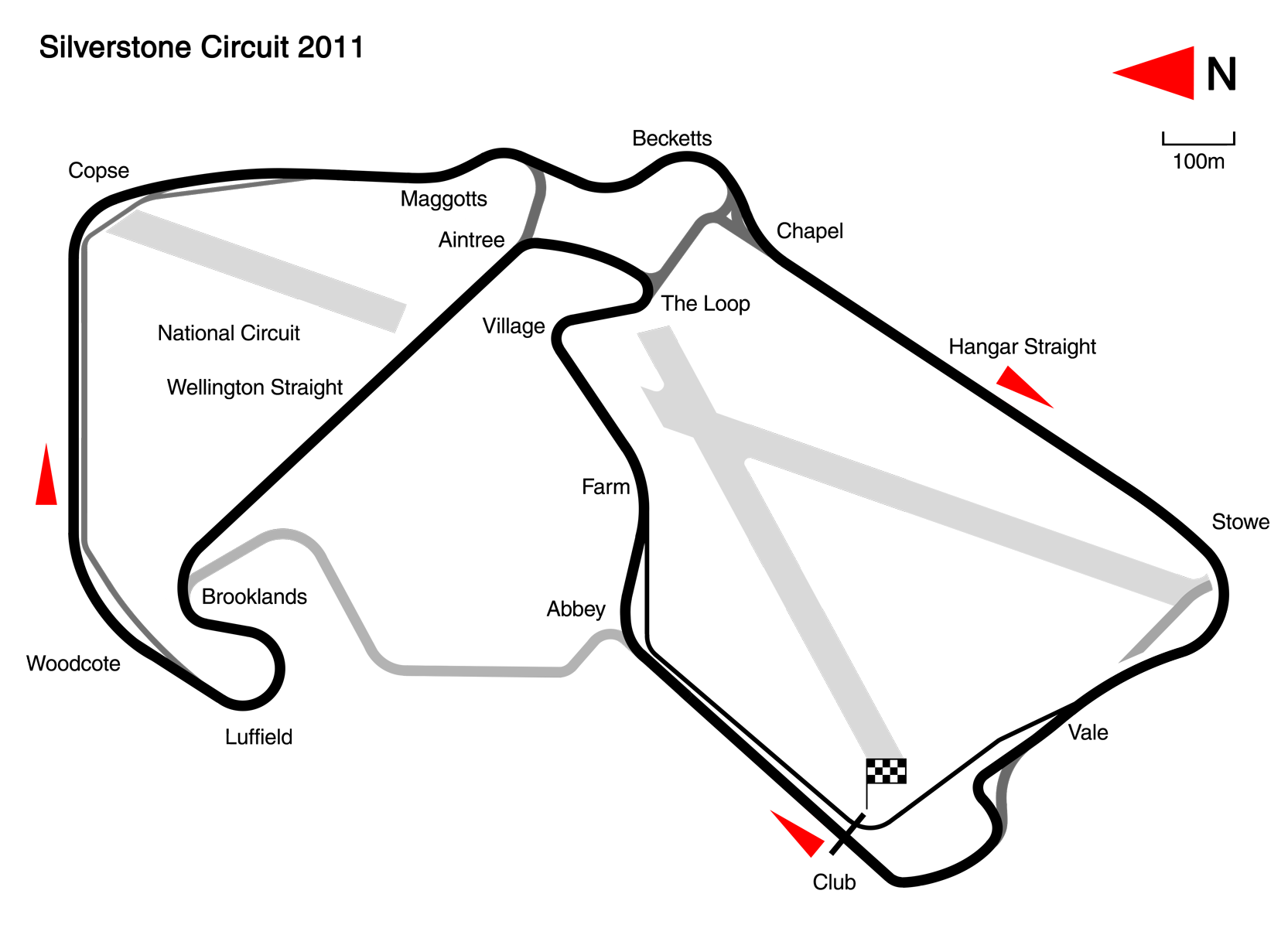
Layout 2011–2019
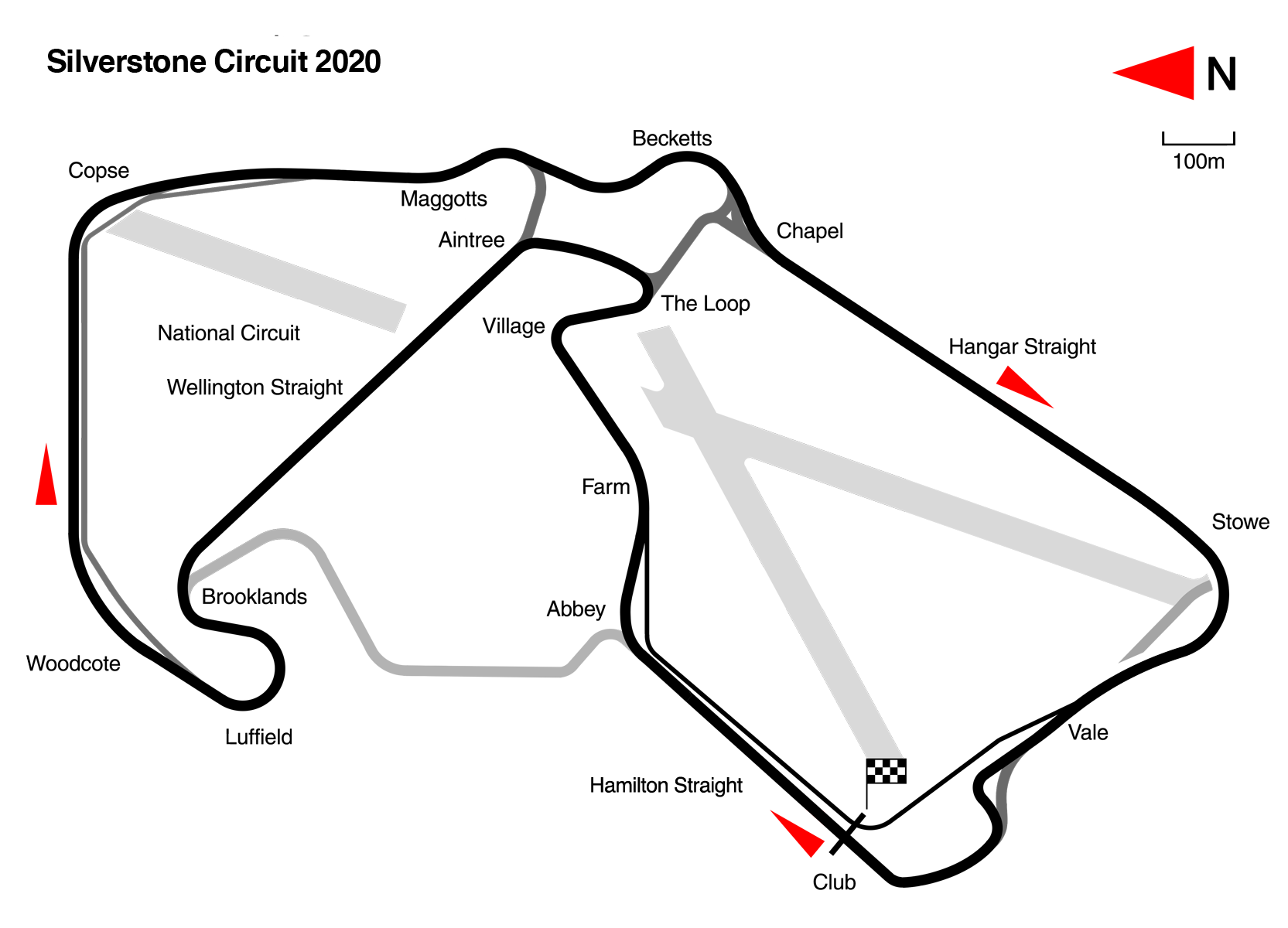
Layout seit 2020

### Neues Grand-Prix-Layout für 2010

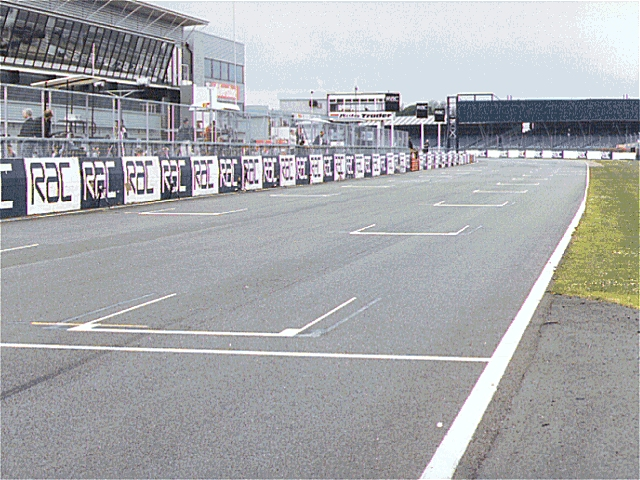
Start- und Ziellinie (1999)

Für die Saison 2010 wurde die Strecke umgebaut. Der neue „Silverstone-Arena“ genannte Streckenteil führt nach der Abbey-Schikane rechts in Richtung Becketts und geht von dort in einer Spitzkehre über eine lange Gerade zur Priory-Kurve. Dadurch fällt die berühmte Bridge-Kurve vom Streckenplan weg. Die neue Strecke wurde um 760 Meter auf 5,901 km verlängert, besteht aus 18 Kurven und soll eine errechnete Rundenzeit von 1:23,13 Minuten haben; tatsächlich benötigte Sebastian Vettel eine Zeit von 1:29,615 Minuten für die Pole-Position im Qualifying zum Großen Preis von Großbritannien 2010. Außerdem wurden – an anderer Stelle als bisher – neue Boxenanlagen und ein neuer Start-Ziel-Komplex errichtet.
Die für 5,7 Millionen Euro errichtete Silverstone-Arena wurde Ende April 2010 offiziell eingeweiht.

### Rallycross-Strecke (2017)
2017 wurde an der Stowe-Kurve eine neue Rallycross-Strecke gebaut, die 2018 erstmals für die FIA World Rallycross Championship genutzt wurde und damit den traditionsreichen Lydden Hill Race Circuit als Austragungsort ablöste.

### Denkwürdige Formel-1-Rennen
Im Laufe der Jahre wurde Silverstone ein fester Bestandteil der Formel 1. Ein Sieg auf dieser Strecke galt und gilt für viele Fahrer traditionsbedingt als etwas Besonderes.
1950 gewann der Italiener und spätere Weltmeister Giuseppe Farina im Alfa Romeo den ersten Formel-1-Weltmeisterschaftslauf überhaupt vor seinem Teamkollegen Luigi Fagioli und Reg Parnell, der ebenfalls einen Alfa Romeo fuhr. Ein Jahr später holte der Argentinier José Froilán González den ersten Sieg für Ferrari bei einem Weltmeisterschaftslauf.
1960 wurde der frühere Motorrad-Champion John Surtees in seinem erst zweiten Formel-1-Grand-Prix sensationell Zweiter. 1967 gewann der Schotte Jim Clark den britischen Grand Prix zum insgesamt fünften Mal und stellte damit einen neuen Rekord auf.
1973 verursachte der Südafrikaner Jody Scheckter die bis dahin größte Massenkarambolage der Formel-1-Geschichte, dieser traurige Rekord wurde erst 1998 in Spa-Francorchamps übertroffen. 1975 wurde das Rennen nach einem beispiellosen Wolkenbruch unterbrochen, beim Neustart formierten sich nur noch sechs der ursprünglich 19 Teilnehmer.
1981 gewann der Nordire John Watson im McLaren das erste Rennen der Ron-Dennis-Ära. 1985 stellte der Finne Keke Rosberg mit seiner Trainingsbestzeit einen, gemessen an der Durchschnittsgeschwindigkeit, bis ins Jahr 2002 gültigen absoluten Rundenrekord auf. 1987 startete Publikumsliebling Nigel Mansell eine bis heute beispiellose Aufholjagd auf seinen Teamkollegen Nelson Piquet und gewann schließlich noch das Rennen. Der gleiche Mansell verkündete in Silverstone drei Jahre später seinen Rücktritt aus der Formel 1 – nur um diesen kurz darauf wieder zurückzunehmen. Mansell gewann nach seinem Comeback das Rennen auf dem Flugplatzgelände 1991 und 1992 überlegen.

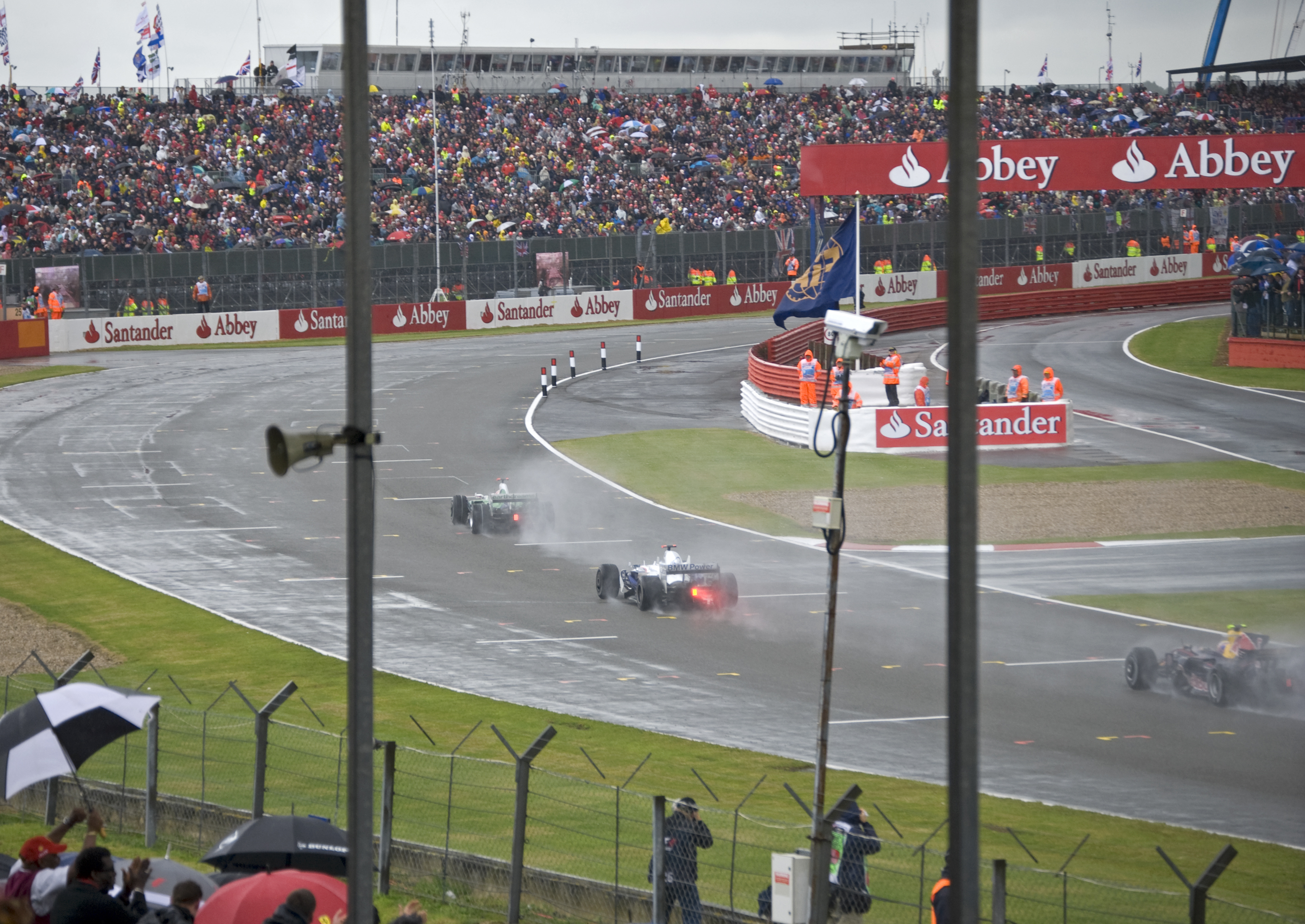
Das Regenrennen von 2008

1993 gewann der Engländer Damon Hill in seiner Heimat beinahe sein erstes Rennen: Ein Motorschaden stoppte ihn in Führung liegend knapp vor Ende des Rennens. Stattdessen feierte Alain Prost Jubiläum und gewann seinen 50. Grand Prix. 1994 schlug Hill dann aber überraschend seinen Kontrahenten Michael Schumacher und gewann sein Heimrennen. Bei der Siegerehrung wurde ihm der Pokal von Kronprinzessin Diana überreicht. Schumacher, der im Rennen eine Stop-And-Go-Strafe und mehrere schwarze Flaggen ignoriert hatte, wurde anschließend disqualifiziert und für zwei Rennen gesperrt. Ein Jahr später kollidierte Hill mit dem in Führung liegenden Schumacher. Das Rennen 1998 endete kurios, denn der Sieger fuhr gar nicht durchs Ziel: Michael Schumacher musste kurz vor Rennende eine Stop-and-Go-Strafe absolvieren, tat dies in der letzten Runde und überfuhr dabei die Ziellinie, bevor er die eigene Box erreichte. 1999 hatte der Deutsche weniger Glück und musste seine WM-Hoffnungen in der Stowe-Kurve begraben, nachdem er mit Bremsversagen in die Streckenbegrenzung gerast war und sich dabei einen doppelten Beinbruch zugezogen hatte.
Im Jahr 2000 wurden die Schlagzeilen weniger vom Geschehen auf der Strecke dominiert als vielmehr vom Verkehrschaos um die Strecke herum. Starke Regenfälle machten manche Straßen zum Teil unbefahrbar und verursachten riesige Staus, viele Zuschauer kamen zu spät zum Rennen. Zudem glichen die Parkplätze an der Strecke einem Sumpf, die Organisatoren wurden heftig kritisiert. 2003 kreuzte während des Rennens ein so genannter „Flitzer“ die Strecke und wurde von einem Streckenmarschall mit einem Rugby-Tackle gestellt. 2008 drehten sich im Regen so viele Fahrer wie nie zuvor, nachdem die Traktionskontrolle zu Saisonbeginn verboten worden war. Und mit Lewis Hamilton gewann zum insgesamt zwölften Mal ein Brite seinen Heim-Grand-Prix.
2012 machten erneut starke Regenfälle den Veranstaltern große Probleme. Am Samstag riefen sie gar die Zuschauer auf, nicht zur Strecke zu kommen, da wegen des durchnässten Bodens 40.000 Parkplätze gesperrt werden mussten. Das Qualifying wurde länger als eine Stunde unterbrochen, die Mechaniker unterhielten die Fans gegenüber auf der Haupttribüne mit La-Ola. Am Rennsonntag selbst war es dann jedoch trocken.
2020 gab es ein Kuriosum, als Lewis Hamilton in der 52. und letzten Runde als Führender einen Reifenschaden vorne links erlitt. Da sein Vorsprung auf den Zweitplatzierten groß genug war, siegte er als erster Fahrer mit nur drei intakten Reifen. Kurz zuvor hatten bereits Valtteri Bottas (Runde 50) und Carlos Sainz jr. (Runde 51) ebenfalls einen Reifenschaden vorne links. Es gab eine weitere Besonderheit in der Geschichte der Strecke, als nur eine Woche später erneut ein Rennen auf dieser unter dem Namen Großer Preis des 70-jährigen Jubiläums ausgetragen wurde. Das Gleiche wurde einen Monat zuvor bereits am Red Bull Ring gemacht, um eine Saison mit ausreichend Rennen zu haben. Viele Events mussten wegen der weltweiten COVID-19-Pandemie bereits abgesagt oder verschoben werden.

### Tödliche Unfälle
1960 verunglückte der US-Amerikaner Harry Schell beim Training zu einem nicht zur Weltmeisterschaft zählenden Formel-1-Rennen. Er rutschte auf regennasser Fahrbahn von der Strecke und zog sich beim Aufprall in die Streckenbegrenzung tödliche Verletzungen zu. Sieben Jahre später starb der Engländer Bob Anderson in einem Krankenhaus, nachdem er einige Tage zuvor bei privaten Testfahrten ebenfalls von der nassen Piste gerutscht war, ein Streckenpostenhäuschen gerammt und sich dabei schwerste Kopfverletzungen zugezogen hatte.

## Statistik

### Formel 1

#### Rundenrekorde
5,140-km-Strecke (1997–1999)
- Qualifikation: 1:21.598 min (Jacques Villeneuve, Williams, 1997)
- Rennen: 1:24.475 min (Michael Schumacher, Ferrari, 1997)

5,141-km-Strecke (2000–2009)
- Qualifikation: 1:18.233 min (Kimi Räikkönen, McLaren, 2004)
- Rennen: 1:18.739 min (Michael Schumacher, Ferrari, 2004)

5,900-km-Strecke (ab 2010)
- Qualifikation: 1:24,303 min (Lewis Hamilton, Mercedes, 2020)
- Rennen: 1:27,097 min (Max Verstappen, Red Bull, 2020)

#### Sieger
| Nr. | Jahr | Fahrer                | Konstrukteur | Motor         | Reifen | Zeit          | Streckenlänge | Runden | Ø-Tempo      | Datum     | GP von/des            |
| --- | ---- | --------------------- | ------------ | ------------- | ------ | ------------- | ------------- | ------ | ------------ | --------- | --------------------- |
| 1   | 1950 | Giuseppe Farina       | Alfa Romeo   | Alfa Romeo    | P      | 2:13:23,600 h | 4,649 km      | 70     | 146,378 km/h | 13. Mai   | Großbritannien        |
| 2   | 1951 | José Froilán González | Ferrari      | Ferrari       | P      | 2:42:18,200 h | 4,649 km      | 90     | 154,677 km/h | 14. Juli  | Großbritannien        |
| 2   | 1952 | Alberto Ascari        | Ferrari      | Ferrari       | P      | 2:44:11,000 h | 4,711 km      | 85     | 146,337 km/h | 19. Juli  | Großbritannien        |
| 4   | 1953 | Alberto Ascari        | Ferrari      | Ferrari       | P      | 2:50:00,000 h | 4,711 km      | 90     | 149,644 km/h | 18. Juli  | Großbritannien        |
| 5   | 1954 | José Froilán González | Ferrari      | Ferrari       | P      | 2:56:14,000 h | 4,711 km      | 90     | 144,351 km/h | 17. Juli  | Großbritannien        |
|     |      |                       |              |               |        |               |               |        |              |           | Großbritannien        |
| 6   | 1956 | Juan Manuel Fangio    | Ferrari      | Ferrari       | E      | 2:59:47,000 h | 4,711 km      | 101    | 158,795 km/h | 14. Juli  | Großbritannien        |
|     |      |                       |              |               |        |               |               |        |              |           | Großbritannien        |
| 7   | 1958 | Peter Collins         | Ferrari      | Ferrari       | E      | 2:09:04,200 h | 4,711 km      | 75     | 164,248 km/h | 19. Juli  | Großbritannien        |
|     |      |                       |              |               |        |               |               |        |              |           | Großbritannien        |
| 8   | 1960 | Jack Brabham          | Cooper       | Climax        | D      | 2:04:24,600 h | 4,711 km      | 77     | 174,944 km/h | 16. Juli  | Großbritannien        |
|     |      |                       |              |               |        |               |               |        |              |           | Großbritannien        |
| 9   | 1963 | Jim Clark             | Lotus        | Climax        | D      | 2:14:09,600 h | 4,711 km      | 82     | 172,765 km/h | 20. Juli  | Großbritannien        |
|     |      |                       |              |               |        |               |               |        |              |           | Großbritannien        |
| 10  | 1965 | Jim Clark             | Lotus        | Climax        | D      | 2:05:25,400 h | 4,711 km      | 80     | 180,292 km/h | 10. Juli  | Großbritannien        |
|     |      |                       |              |               |        |               |               |        |              |           | Großbritannien        |
| 11  | 1967 | Jim Clark             | Lotus        | Climax        | F      | 1:59:25,600 h | 4,711 km      | 80     | 189,345 km/h | 15. Juli  | Großbritannien        |
|     |      |                       |              |               |        |               |               |        |              |           | Großbritannien        |
| 12  | 1969 | Jackie Stewart        | Matra        | Ford          | D      | 1:55:55,600 h | 4,711 km      | 84     | 204,814 km/h | 19. Juli  | Großbritannien        |
|     |      |                       |              |               |        |               |               |        |              |           | Großbritannien        |
| 13  | 1971 | Jackie Stewart        | Tyrrell      | Ford          | G      | 1:31:31,500 h | 4,711 km      | 68     | 210,007 km/h | 17. Juli  | Großbritannien        |
|     |      |                       |              |               |        |               |               |        |              |           | Großbritannien        |
| 14  | 1973 | Peter Revson          | McLaren      | Ford          | G      | 1:29:18,500 h | 4,711 km      | 67     | 212,054 km/h | 14. Juli  | Großbritannien        |
|     |      |                       |              |               |        |               |               |        |              |           | Großbritannien        |
| 15  | 1975 | Emerson Fittipaldi    | McLaren      | Ford          | G      | 1:22:05,000 h | 4,719 km      | 56     | 193,168 km/h | 19. Juli  | Großbritannien        |
|     |      |                       |              |               |        |               |               |        |              |           | Großbritannien        |
| 16  | 1977 | James Hunt            | McLaren      | Ford          | G      | 1:31:46,060 h | 4,719 km      | 68     | 209,807 km/h | 16. Juli  | Großbritannien        |
|     |      |                       |              |               |        |               |               |        |              |           | Großbritannien        |
| 17  | 1979 | Clay Regazzoni        | Williams     | Ford          | G      | 1:26:11,170 h | 4,719 km      | 68     | 223,395 km/h | 14. Juli  | Großbritannien        |
|     |      |                       |              |               |        |               |               |        |              |           | Großbritannien        |
| 18  | 1981 | John Watson           | McLaren      | Ford          | M      | 1:26:54,800 h | 4,719 km      | 68     | 221,526 km/h | 18. Juli  | Großbritannien        |
|     |      |                       |              |               |        |               |               |        |              |           | Großbritannien        |
| 19  | 1983 | Alain Prost           | Renault      | Renault       | M      | 1:24:39,780 h | 4,719 km      | 67     | 224,069 km/h | 16. Juli  | Großbritannien        |
|     |      |                       |              |               |        |               |               |        |              |           | Großbritannien        |
| 20  | 1985 | Alain Prost           | McLaren      | Porsche (TAG) | G      | 1:18:10,436 h | 4,719 km      | 65     | 235,425 km/h | 21. Juli  | Großbritannien        |
|     |      |                       |              |               |        |               |               |        |              |           | Großbritannien        |
| 21  | 1987 | Nigel Mansell         | Williams     | Honda         | G      | 1:19:11,780 h | 4,778 km      | 65     | 235,291 km/h | 12. Juli  | Großbritannien        |
| 22  | 1988 | Ayrton Senna          | McLaren      | Honda         | G      | 1:33:16,367 h | 4,778 km      | 65     | 199,782 km/h | 10. Juli  | Großbritannien        |
| 23  | 1989 | Alain Prost           | McLaren      | Honda         | G      | 1:19:22,131 h | 4,780 km      | 64     | 231,265 km/h | 16. Juli  | Großbritannien        |
| 24  | 1990 | Alain Prost           | Ferrari      | Ferrari       | G      | 1:18:30,999 h | 4,780 km      | 64     | 233,775 km/h | 15. Juli  | Großbritannien        |
| 25  | 1991 | Nigel Mansell         | Williams     | Renault       | G      | 1:27:35,479 h | 5,226 km      | 59     | 211,209 km/h | 14. Juli  | Großbritannien        |
| 26  | 1992 | Nigel Mansell         | Williams     | Renault       | G      | 1:25:42,991 h | 5,226 km      | 59     | 215,828 km/h | 12. Juli  | Großbritannien        |
| 27  | 1993 | Alain Prost           | Williams     | Renault       | G      | 1:25:38,189 h | 5,226 km      | 59     | 216,030 km/h | 11. Juli  | Großbritannien        |
| 28  | 1994 | Damon Hill            | Williams     | Renault       | G      | 1:30:03,640 h | 5,057 km      | 60     | 202,144 km/h | 10. Juli  | Großbritannien        |
| 29  | 1995 | Johnny Herbert        | Benetton     | Renault       | G      | 1:34:35,093 h | 5,057 km      | 61     | 195,683 km/h | 16. Juli  | Großbritannien        |
| 30  | 1996 | Jacques Villeneuve    | Williams     | Renault       | G      | 1:33:00,874 h | 5,072 km      | 61     | 199,576 km/h | 14. Juli  | Großbritannien        |
| 31  | 1997 | Jacques Villeneuve    | Williams     | Renault       | G      | 1:28:01,665 h | 5,140 km      | 59     | 206,703 km/h | 13. Juli  | Großbritannien        |
| 32  | 1998 | Michael Schumacher    | Ferrari      | Ferrari       | G      | 1:47:12,450 h | 5,140 km      | 60     | 172,600 km/h | 12. Juli  | Großbritannien        |
| 33  | 1999 | David Coulthard       | McLaren      | Mercedes      | B      | 1:32:30,144 h | 5,140 km      | 60     | 200,038 km/h | 11. Juli  | Großbritannien        |
| 34  | 2000 | David Coulthard       | McLaren      | Mercedes      | B      | 1:28:50,108 h | 5,141 km      | 60     | 208,296 km/h | 23. April | Großbritannien        |
| 35  | 2001 | Mika Häkkinen         | McLaren      | Mercedes      | B      | 1:25:33,770 h | 5,141 km      | 60     | 216,231 km/h | 15. Juli  | Großbritannien        |
| 36  | 2002 | Michael Schumacher    | Ferrari      | Ferrari       | B      | 1:31:45,015 h | 5,141 km      | 60     | 201,649 km/h | 7. Juli   | Großbritannien        |
| 37  | 2003 | Rubens Barrichello    | Ferrari      | Ferrari       | B      | 1:28:34,554 h | 5,141 km      | 60     | 208,875 km/h | 20. Juli  | Großbritannien        |
| 38  | 2004 | Michael Schumacher    | Ferrari      | Ferrari       | B      | 1:24:42,700 h | 5,141 km      | 60     | 218,403 km/h | 11. Juli  | Großbritannien        |
| 39  | 2005 | Juan Pablo Montoya    | McLaren      | Mercedes      | M      | 1:24:29,588 h | 5,141 km      | 60     | 218,969 km/h | 10. Juli  | Großbritannien        |
| 40  | 2006 | Fernando Alonso       | Renault      | Renault       | M      | 1:25:51,927 h | 5,141 km      | 60     | 215,469 km/h | 11. Juni  | Großbritannien        |
| 41  | 2007 | Kimi Räikkönen        | Ferrari      | Ferrari       | B      | 1:21:43,074 h | 5,141 km      | 59     | 222,630 km/h | 8. Juli   | Großbritannien        |
| 42  | 2008 | Lewis Hamilton        | McLaren      | Mercedes      | B      | 1:39:09,440 h | 5,141 km      | 60     | 186,585 km/h | 6. Juli   | Großbritannien        |
| 43  | 2009 | Sebastian Vettel      | Red Bull     | Renault       | B      | 1:22:49,328 h | 5,141 km      | 60     | 223,386 km/h | 21. Juni  | Großbritannien        |
| 44  | 2010 | Mark Webber           | Red Bull     | Renault       | B      | 1:24:38,200 h | 5,901 km      | 52     | 217,457 km/h | 11. Juli  | Großbritannien        |
| 45  | 2011 | Fernando Alonso       | Ferrari      | Ferrari       | P      | 1:28:41,196 h | 5,901 km      | 52     | 207,598 km/h | 10. Juli  | Großbritannien        |
| 46  | 2012 | Mark Webber           | Red Bull     | Renault       | P      | 1:25:11,288 h | 5,901 km      | 52     | 215,683 km/h | 8. Juli   | Großbritannien        |
| 47  | 2013 | Nico Rosberg          | Mercedes     | Mercedes      | P      | 1:32:59,456 h | 5,901 km      | 52     | 198,076 km/h | 30. Juni  | Großbritannien        |
| 48  | 2014 | Lewis Hamilton        | Mercedes     | Mercedes      | P      | 2:26:52,094 h | 5,891 km      | 52     | 125,091 km/h | 6. Juli   | Großbritannien        |
| 49  | 2015 | Lewis Hamilton        | Mercedes     | Mercedes      | P      | 1:31:27,729 h | 5,891 km      | 52     | 200,957 km/h | 5. Juli   | Großbritannien        |
| 50  | 2016 | Lewis Hamilton        | Mercedes     | Mercedes      | P      | 1:34:55,831 h | 5,891 km      | 52     | 193,530 km/h | 10. Juli  | Großbritannien        |
| 51  | 2017 | Lewis Hamilton        | Mercedes     | Mercedes      | P      | 1:21:27,430 h | 5,891 km      | 51     | 221,201 km/h | 16. Juli  | Großbritannien        |
| 52  | 2018 | Sebastian Vettel      | Ferrari      | Ferrari       | P      | 1:27:29,784 h | 5,891 km      | 52     | 210,065 km/h | 8. Juli   | Großbritannien        |
| 53  | 2019 | Lewis Hamilton        | Mercedes     | Mercedes      | P      | 1:21:08,452 h | 5,891 km      | 52     | 226,420 km/h | 14. Juli  | Großbritannien        |
| 54  | 2020 | Lewis Hamilton        | Mercedes     | Mercedes      | P      | 1:28:01,283 h | 5,891 km      | 52     | 208,721 km/h | 2. August | Großbritannien        |
| 55  | 2020 | Max Verstappen        | Red Bull     | Honda         | P      | 1:19:41,993 h | 5,891 km      | 52     | 230,513 km/h | 9. August | 70-jährigen Jubiläums |
| 56  | 2021 | Lewis Hamilton        | Mercedes     | Mercedes      | P      | 1:58:23,284 h | 5,891 km      | 52     | 155,251 km/h | 18. Juli  | Großbritannien        |
| 57  | 2022 | Carlos Sainz jr.      | Ferrari      | Ferrari       | P      | 2:17:50,311 h | 5,891 km      | 52     | 133,285 km/h | 3. Juli   | Großbritannien        |
| 58  | 2023 | Max Verstappen        | Red Bull     | Honda RBPT    | P      | 1:25:16,938 h | 5,891 km      | 52     | 215,519 km/h | 9. Juli   | Großbritannien        |
| 59  | 2024 | Lewis Hamilton        | Mercedes     | Mercedes      | P      | 1:22:27,059 h | 5,891 km      | 52     | 222,919 km/h | 7. Juli   | Großbritannien        |
| 60  | 2025 | Lando Norris          | McLaren      | Mercedes      | P      | 1:37:15,735 h | 5,891 km      | 52     | 188,970 km/h | 6. Juli   | Großbritannien        |

Rekordsieger
Fahrer: Lewis Hamilton (9), Alain Prost (5), Jim Clark / Nigel Mansell / Michael Schumacher (je 3)
Fahrernationen: Großbritannien (24), Deutschland (6), Frankreich (5)
Konstrukteure: Ferrari (15), McLaren (13), Mercedes (9)
Motorenhersteller: Ferrari / Mercedes (je 15), Renault (12)
Reifenhersteller: Pirelli (21), Goodyear (18), Bridgestone (10)

### Motorrad
| Nr. | Jahr | Sieger                                  | Motorrad                                | Reifen                                  | Zeit                                    | Streckenlänge                           | Runden                                  | Ø-Tempo                                 | Datum                                   | GP von         |
| --- | ---- | --------------------------------------- | --------------------------------------- | --------------------------------------- | --------------------------------------- | --------------------------------------- | --------------------------------------- | --------------------------------------- | --------------------------------------- | -------------- |
| 1   | 1977 | Pat Hennen                              | Suzuki                                  |                                         | 45:31,960 min                           | 4,711 km                                | 28                                      | 173,820 km/h                            | 14. August                              | Großbritannien |
| 2   | 1978 | Kenny Roberts sr.                       | Yamaha                                  |                                         | 55:56,930 min                           | 4,711 km                                | 28                                      | 141,459 km/h                            | 6. August                               | Großbritannien |
| 3   | 1979 | Kenny Roberts sr.                       | Yamaha                                  |                                         | 42:56,720 min                           | 4,711 km                                | 28                                      | 184,292 km/h                            | 12. August                              | Großbritannien |
| 4   | 1980 | Randy Mamola                            | Suzuki                                  |                                         | 42:52,710 min                           |                                         |                                         |                                         | 10. August                              | Großbritannien |
| 5   | 1981 | Jack Middelburg                         | Suzuki                                  |                                         |                                         |                                         |                                         |                                         | 2. August                               | Großbritannien |
| 6   | 1982 | Franco Uncini                           | Suzuki                                  |                                         | 42:49,640 min                           |                                         |                                         |                                         | 1. August                               | Großbritannien |
| 7   | 1983 | Kenny Roberts sr.                       | Yamaha                                  |                                         | 42:19,070 min                           |                                         |                                         |                                         | 31. Juli                                | Großbritannien |
| 8   | 1984 | Randy Mamola                            | Honda                                   |                                         | 42:18,640 min                           |                                         |                                         |                                         | 5. August                               | Großbritannien |
| 9   | 1985 | Freddie Spencer                         | Honda                                   |                                         | 49:20,170 min                           |                                         |                                         |                                         | 4. August                               | Großbritannien |
| 10  | 1986 | Wayne Gardner                           | Honda                                   |                                         | 51:24,030 min                           |                                         |                                         |                                         | 3. August                               | Großbritannien |
|     |      |                                         |                                         |                                         |                                         |                                         |                                         |                                         |                                         | Großbritannien |
| 11  | 2010 | Jorge Lorenzo                           | Yamaha                                  | B                                       | 41:34,083 min                           | 5,902 km                                | 20                                      | 170,381 km/h                            | 20. Juni                                | Großbritannien |
| 12  | 2011 | Casey Stoner                            | Honda                                   | B                                       | 47:53,459 min                           | 5,902 km                                | 20                                      | 147,886 km/h                            | 12. Juni                                | Großbritannien |
| 13  | 2012 | Jorge Lorenzo                           | Yamaha                                  | B                                       | 41:16,429 min                           | 5,900 km                                | 20                                      | 171,537 km/h                            | 17. Juni                                | Großbritannien |
| 14  | 2013 | Jorge Lorenzo                           | Yamaha                                  | B                                       | 40:52,515 min                           | 5,900 km                                | 20                                      | 173,210 km/h                            | 1. September                            | Großbritannien |
| 15  | 2014 | Marc Márquez                            | Honda                                   | B                                       | 40:51,835 min                           | 5,900 km                                | 20                                      | 173,258 km/h                            | 31. August                              | Großbritannien |
| 16  | 2015 | Valentino Rossi                         | Yamaha                                  | B                                       | 46:15,617 min                           | 5,900 km                                | 20                                      | 153,047 km/h                            | 30. August                              | Großbritannien |
| 17  | 2016 | Maverick Viñales                        | Suzuki                                  | M                                       | 39:03,559 min                           | 5,900 km                                | 19                                      | 172,200 km/h                            | 4. September                            | Großbritannien |
| 18  | 2017 | Andrea Dovizioso                        | Ducati                                  | M                                       | 40:45,496 min                           | 5,900 km                                | 20                                      | 173,71 km/h                             | 27. August                              | Großbritannien |
| –   | 2018 | Rennen abgesagt (starke Regenfälle)     | Rennen abgesagt (starke Regenfälle)     | Rennen abgesagt (starke Regenfälle)     | Rennen abgesagt (starke Regenfälle)     | Rennen abgesagt (starke Regenfälle)     | Rennen abgesagt (starke Regenfälle)     | Rennen abgesagt (starke Regenfälle)     | 26. August                              | Großbritannien |
| 19  | 2019 | Álex Rins                               | Suzuki                                  | M                                       | 40:12,799 min                           | 5,900 km                                | 20                                      | 176,06 km/h                             | 25. August                              | Großbritannien |
| –   | 2020 | abgesagt aufgrund der COVID-19-Pandemie | abgesagt aufgrund der COVID-19-Pandemie | abgesagt aufgrund der COVID-19-Pandemie | abgesagt aufgrund der COVID-19-Pandemie | abgesagt aufgrund der COVID-19-Pandemie | abgesagt aufgrund der COVID-19-Pandemie | abgesagt aufgrund der COVID-19-Pandemie | abgesagt aufgrund der COVID-19-Pandemie | Großbritannien |
| 20  | 2021 | Fabio Quartararo                        | Yamaha                                  | M                                       | 40:20,579 min                           | 5,900 km                                | 20                                      | 176,09 km/h                             | 29. August                              | Großbritannien |
| 21  | 2022 | Francesco Bagnaia                       | Ducati                                  | M                                       | 40:10,260 min                           | 5,900 km                                | 20                                      | 176,55 km/h                             | 7. August                               | Großbritannien |
| 22  | 2023 | Aleix Espargaró                         | Aprilia                                 | M                                       | 40:40,367 min                           | 5,900 km                                | 20                                      | 175,23 km/h                             | 6. August                               | Großbritannien |

Rekordsieger
Fahrer: Jorge Lorenzo / Kenny Roberts sr. (je 3) • Fahrernationen: Spanien / USA (je 7) • Konstrukteure: Yamaha (8)